# هجمات باريس 2015
هجمات باريس (نوفمبر 2015) هي سلسلة هجمات إرهابية منسقة شملت عمليات إطلاق نار جماعي وتفجيرات انتحارية واحتجاز رهائن حدثت في مساء يوم 13 نوفمبر 2015 في العاصمة الفرنسية باريس، تحديداً في الدائرة العاشرة والحادية عشرة في مسرح باتاكلان وشارع بيشا وشارع أليبار وشارع دي شارون. حيث كان هناك ثلاثة تفجيرات انتحارية في محيط ملعب فرنسا في ضاحية باريس الشمالية وتحديداً في سان دوني. بالإضافة لتفجير انتحاري آخر وسلسلة من عمليات القتل الجماعي بالرصاص في أربعة مواقع.
حيث اقتحم مسلحين مسرح باتاكلان واطلقوا النار بشكل عشوائي، واحتجزوا رهائن، ومن ثم داهمت الشرطة المسرح وأنهت عملية الاحتجاز في المسرح، بعد تفجير ثلاثة من المهاجمين أنفسهم، كانت الحصيلة الأعلى للخسائر البشرية في مسرح باتاكلان حيث قام المهاجمين باحتجاز رهائن قبل دخولهم في مواجهة مع الشرطة حتى 00:58 يوم 14 نوفمبر. أسفرت الهجمات عم مقتل 130 شخص: 89 منهم كانوا في مسرح باتاكلان. وجرح 368 شخص. سبعة من المهاجمين لقوا حتفهم، في حين واصلت السلطات البحث عن أي من المتواطئين معهم.
تعتبر الهجمات الأكثر دموية في فرنسا منذ الحرب العالمية الثانية. والأكثر دموية في الاتحاد الأوروبي منذ تفجيرات قطارات مدريد عام 2004.
في منتصف يوم 14 نوفمبر، أعلن تنظيم الدولة الإسلامية في العراق والشام (داعش) مسؤوليته عن الهجمات وقال الرئيس الفرنسي فرانسوا أولاند بأن الهجمات كانت «عمل حرب» نفذته داعش، «خُطط له في سوريا، جرى تنظيمه في بلجيكا، ارتكب على ترابنا بتواطؤ فرنسي». وكانت فرنسا قد شنت غارات على أهداف مختلفة في الشرق الأوسط، بما في ذلك سوريا، منذ أكتوبر 2015. كان دافع داعش المعلن هو «انتقام» للمشاركة الفرنسية في الحرب الأهلية السورية. وقد كانت فرنسا في حالة تأهب قصوى منذ هجمات يناير 2015 في باريس التي قًتل فيها 17 شخص من بينهم مدنيين وضباط شرطة.
رداً على الهجمات، تم إعلان حالة الطوارئ في البلاد للمرة الأولى منذ أعمال شغب 2005، ووضعت ضوابط مؤقتة للحدود. أبدى العديد من الأشخاص والمنظمات والحكومات تضامنهم، البعض عبر وسائل التواصل الاجتماعي. أطلقت فرنسا يوم 15 نوفمبر أكبر سلسلة ضربات جوية ضمن عملية الشمال وهي العملية التي تساهم فرنسا من خلالها في حملة قصف أهداف داعش في سوريا والعراق، حيث ضربت فرنسا أهدافاً للتنظيم في الرقة، انتقاماً للهجمات. في 18 نوفمبر، تم الإعلان عن مقتل المشتبه به المدبر للهجمات البلجيكي عبد الحميد أبا عود في مداهمات شنتها الشرطة الفرنسية في ضاحية سان دوني.

## خلفية
تأتي هذه الهجمات بعد حوالي عشرة أشهر من هجمات يناير 2015 في فرنسا والهجوم على صحيفة شارلي إبدو بشكل أساسي، والتي ارتكبها شريف كواشي وسعيد كواشي وأميدي كوليبالي المنتمون لتنظيم القاعدة في جزيرة العرب وتنظيم الدولة الإسلامية (داعش).
ولقد بدأ الرئيس الفرنسي فرانسوا أولاند، قائد القوات المسلحة بعد تلك الهجمات عملية سانتينال في 12 يناير 2015، وذلك لمجابهة الخطر الإرهابي وحماية الأماكن الحساسة على الأراضي الفرنسية، وهذه العملية لا زالت مستمرة حتى أثناء الهجمات هذه في نوفمبر، وبعد هجمات يناير ناقشت الجمعية الوطنية الفرنسية اتخاذ إجراءات مكافحة الإرهاب، وتمت الموافقة عليها في 24 يوليو 2015، وهو قانون المخابرات، الذي واجه عدة انتقادات من حيث الموافقة بين الحريات العامة والأمن الوطني.
وكانت فرنسا قد بدأت عملية الشمال، في سوريا ضد تنظيم الدولة الإسلامية (داعش)، حيث تدخلت القوات الجوية الفرنسية في سوريا ابتداءً من 20 سبتمبر 2015، وتبعتها ضربات جوية استهدفت تنظيم الدولة الإسلامية (داعش) منذ 27 سبتمبر، ولا تنوي فرنسا تدخلاً برياً حسب تصريحات وزارة الدفاع الفرنسية.
في 12 نوفمبر أي قبل يوم من هذه الهجمات نوفمبر، قام تنظيم الدولة بتفجيرين في بيروت خلفت 43 قتيلاً.
في صباح 13 نوفمبر 2015، وقبل الهجمات، بدأت فرنسا إعادة المراقبة على حدودها وذلك للتحضير لاستقبال مؤتمر باريس 2015 حول المناخ الذي سيعقد في 30 نوفمبر.

## الهجمات
شنت ثلاثة فرق ستة هجمات منفصلة: ثلاثة تفجيرات انتحارية في هجوم واحد وتفجير انتحاري رابع في هجوم آخر وعمليات إطلاق نار في أربع مواقع على شكل أربعة هجمات منفصلة. تم الإبلاغ عن عمليات إطلاق نار في محيط شارع أليبر وشارع لافونتين أوروا وشارع شارون ومسرح باتاكلان وشارع الجمهورية. وقعت ثلاثة انفجارات بالقرب من ملعب فرنسا وآخر في شارع فولتير، واثنين من مطلقي النار في باتاكلان قاموا بتفجير أحزمتهم الناسفة فيما انهت الشرطة المواجهة. وفقا للمدعي العام في باريس، كان المهاجمون يرتدون أحزمة ناسفة تستخدم بيروكسيد الأسيتون كمادة متفجرة.

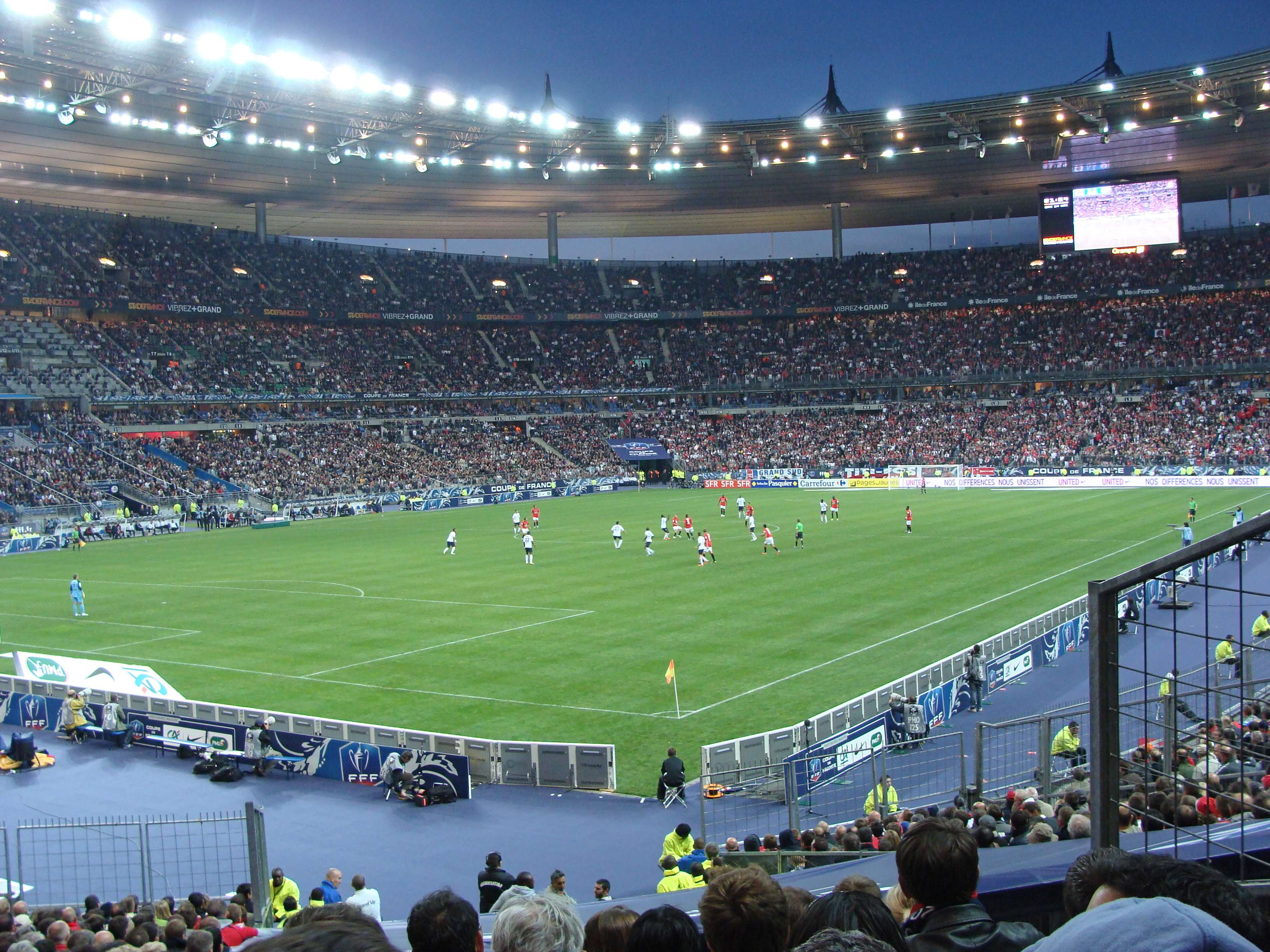
ملعب فرنسا في 2011

### الفريق الأول: ملعب فرنسا
في الساعة 21:20 (بتوقيت فرنسا) بالقرب من ملعب فرنسا (بالفرنسية: Stade de France)‏ في سان دوني في ضواحي باريس، وبعد نصف ساعة من بدء مباراة كرة قدم ودية بين منتخب فرنسا ومنتخب ألمانيا، فجر انتحاري نفسه، وتم على الفور إجلاء الرئيس الفرنسي فرنسوا هولاند الذي كان يتابع المباراة،  وكذلك وزير الداخلية برنار كازنوف وكذلك وزير الخارجية الألماني فرانك-فالتر شتاينماير، وفي وقت لاحق وقع أنفجاران آخران أمام بوابات الملعب، وأُغلقت كل مداخل الاستاد.
أسفرت هذه التفجيرات عن مقتل أربعة أشخاص «بينهم الثلاثة الانتحاريين» الذين نفذوا الهجمات. وتواصلت المباراة حتى نهايتها، لتجنب حالة الذعر ثم تم إخلاء الملعب بهدوء.

### الفريق الثاني

#### شارع بيشا وأليبار
فتح مسلح النار في الساعة 21:25 بتوقيت فرنسا على مطعم لو كاريلون (بالفرنسية: Le Carillon)‏ عند تقاطع شارعي «بيشا» و«أليبار»، والمطعم المقابل «لو بوتي كامبودج» (بالفرنسية: Le Petit Cambodge)‏، وأدت الحادثة لمقتل 13-14 شخصاً، وإصابة 10 آخرين حالتهم حرجة، وبحسب شهود عيان فإن إطلاق النار جاء من سيارة أو من سيارتين.

#### شارع دي لا فونتين-أو-روي
في الساعة 21:32 وعلى بعد مئات الأمتار من مسرح باتاكلان فتح مسلح النار في شارع لافونتان-أو-روا على مطعم «لا كازا نوسترا» (بالفرنسية: La Casa Nostra)‏ للبيتزا، مما أدى إلى مقتل 5 أشخاص برصاص سلاح رشاش، وإصابة 8 حالتهم حرجة.

#### شارع فولتير
تم إطلاق الرصاص العشوائي في شارع أو جادة فولتير ما أسفر عن مقتل 5 أو 6 أشخاص.

#### شارع دي شارون
قام مسلحان بإطلاق النار تجاه مقهى لابيل إيكيب في زاوية شارع شارون وشارع فيدارب بالدائرة الحادية عشر، وخلف الهجوم على الحانة 18 قتيلاً.

### الفريق الثالث: مسرح باتاكلان

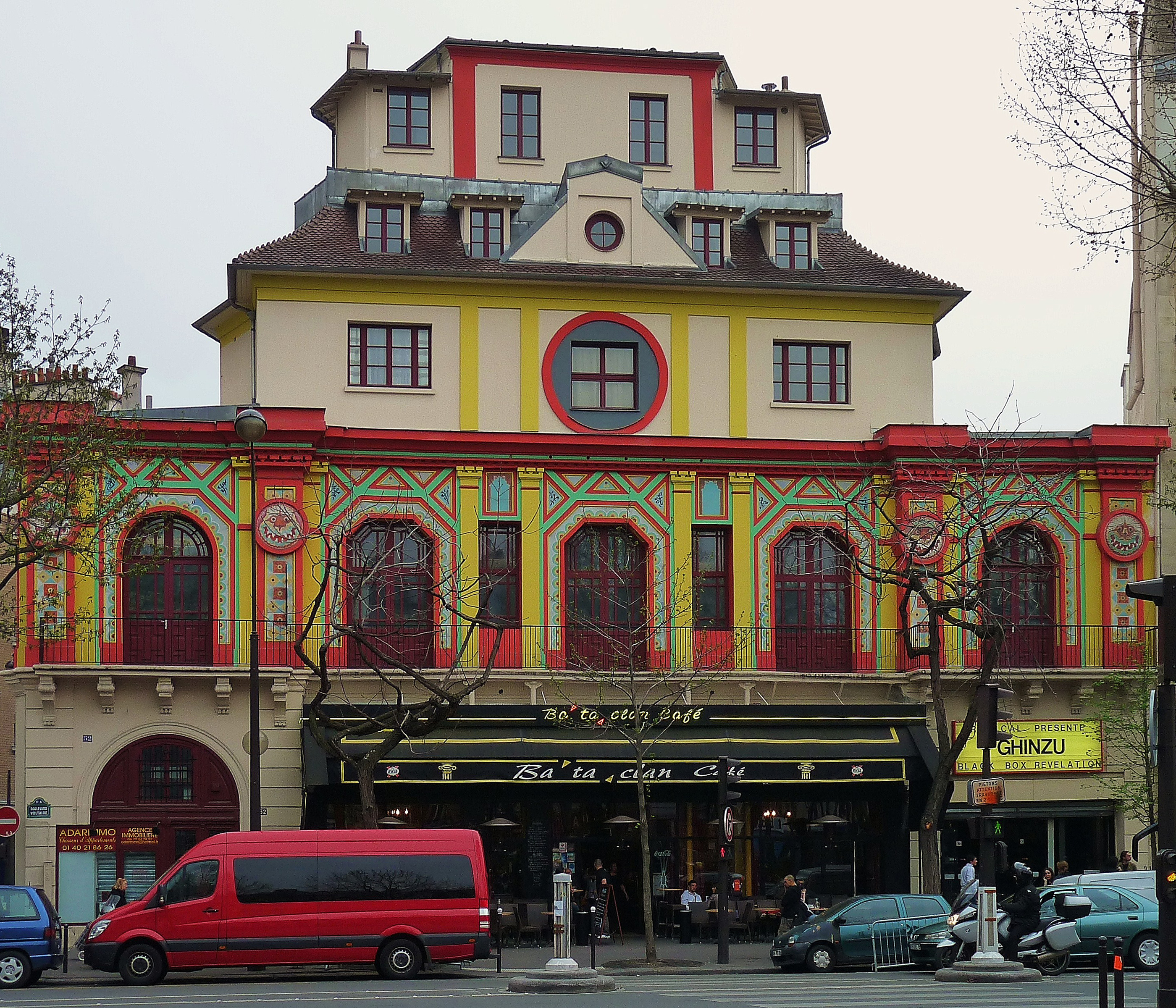
مسرح باتاكلان عام 2009

اقتحم عدد من المسلحين مسرح باتاكلان (بالفرنسية: Bataclan Concert)‏ الذي يتسع ل1500 متفرج، خلال حفلة لموسيقى الروك تحييها فرقة أمريكية، في حدود الساعة 21:50 (بتوقيت فرنسا)، واطلقوا النار بشكل عشوائي، وقال عدة شهود عيان أن المسلحين كانوا يرددون عبارة «الله أكبر». أحد الشهود الأخرين قال أنه سمع مسلح يقول «هذا من أجل الشر والأذى الذي قام به أولاند في العالم». وآخر قال أنه سمع «إنه خطأ أولاند، لم يكن يجب عليه التدخل في سوريا».
قام المسلحون بعد ذلك باحتجاز من بقي حياً من الجمهور كرهائن، بينما استطاع جزء آخر من الجمهور الهروب من باب خلفي للمسرح، وعند محاولتهم الهروب تعرضوا لإطلاق نار وسقط منهم ضحايا.
داهمت الشرطة المسرح قبيل الساعة 00:30 بالتوقيت المحلي (11:30 ت.غ)، وأنهت عملية الاحتجاز نحو الساعة الواحدة صباحاً بالتوقيت المحلي لباريس، وقُتل في العملية عشرات الأشخاص، بينهم أربعة مهاجمين، ثلاثة منهم قُتلوا بتفجير أحزمة ناسفة كانوا يرتدونها بين الرهائن، في حين أصابت عناصر الشرطة مهاجماً رابعاً انفجر حزامه بعد سقوطه. لم يخلف هذا الاقتحام أي قتيل في صفوف القوات الخاصة والشرطة، ولكن تم جرح شرطي واحد.

## التحقيق

### التحقيق في فرنسا
يقود التحقيق في هذه الهجمات المدعي العام الفرنسي لباريس فرانسوا مولان، وهدفه الرئيسي هو كشف هوية الإرهابيين، إلى جانب خلفياتهم وشركائهم. في نفس الوقت تم فتح تحقيق قضائي في بلجيكا.
للمضي قدما في التحقيقات، تم إطلاق دعوة لشهود العيان لتقديم ما عندهم للمحققين، وتم وضع رقم ساخن (أو رقم أخضر) مجاني على ذمة العموم. قام المحققون بجمع فيديوهات كاميرات المراقبة وتحليلها وجمع المعطيات حول فرضيات وجود مشتبه بهم. بعدها تم نشر العديد من أفراد الشرطة العدلية بعد ساعات من الهجمات، وذلك بحوالي 000 2 فرد نشر على الأرض. بحثا عن أي أدلة لكشف هويات الإرهابيين، بدأت الشرطة العلمية (أو الشرعية) بأخذ الحمض النووي الموجود عي ساحات الجريمة في الهجمات.
قام مدعي باريس العام بعقد مؤتمر صحفي في سهرة 14 نوفمبر 2015، أين قام بسرد التفاصيل الأولية للتحقيقات للهجمات التي عصفت بالبلاد. بدأ فرانسوا مولانس بتحديث عدد الضحايا، الذي كان ثقيل جدا وفارتفاع متواصل. بعدها رجع لسرد كيفية وقوع الهجمات. في المجموع، وجد 7 إرهابيين قتلى في أماكن الهجمات. من بينهم، أحد المسلحين الذين قاموا بإطلاق النار في مسرح باتاكلان حيث تم التعرف عليه رسميا. هو فرنسي يبلغ من العمر 30 سنة، وولد في كوركورون (إيسون) في الضواحي الباريسية، وهو من بين الذين يشملهم الملف S للتطرف.
حسب المدعي العام، تم إلقاء القبض على 3 من المشتبه بهم في 14 نوفمبر في بلجيكا لديهم علاقة بهجمات باريس، وذلك أثناء مراقبة مرورية. أحدهم يعتقد أنه كان حاضرا في هجمات 13 نوفمبر 2015. أحد المقبوض عليهم هو فرنسي يقيم في بروكسل وصاحب سيارة فولكس فاجن بولو رمادية استعملت أثناء الهجمات. قام المدعي العام بشكر السلطات البلجيكية لتنسيقهم مع السلطات الفرنسية. تم إيقاف عدة مشتبه بهم بلجيكا، خاصة في أحد أحياء العاصمة بروكسل وهو سينت-يانس-مولينبيك، وهو معروف بانتماء العديد من الإرهابيين له منذ حوالي عشرة سنوات.
الإرهابيين السبعة المزودين بأحزمة ناسفة، كان من المرجح أنه كان معهم متواطئ، حيث أن سيارة من نوع سيات ليون وجدت في مسرح الهجمات وبداخلها أسلحة (ثلاثة رشاشات كلاشنيكوف، 11 مخازن ذخيرة فارغة و5 ممتلئة) وذلك في الليلة بين 14 و15 نوفمبر في مونتروي، أمام مسجد قديم، تم هدمه منذ مدة. يذكر أنه في عام 2011، الإمام المصري لهذا المسجد علي إبراهيم السوداني، وقع طرده من فرنسا من قبل وزير الداخلية بريس أورتفو بسبب «خطب تدعو لمحاربة الغرب».
في إطار التعاون الدولي، تم بعث عدة مختصين من مكتب التحقيقات الفيدرالي الأمريكي لتعزيز فرق التحقيق الفرنسية ومساعدتهم في تحقيقاتهم.
حالة الطوارئ سمح بالقيام ب168 عملية دهم وبحث وتفتيش، وصفت بالإدارية (أي بدون إذن قضائي) وذلك في ليلة 15 و16 نوفمبر. في 18 نوفمبر، قالت وزارة الداخلية الفرنسية أنها قامت بعد 3 ليالي ب414 عملية دهم وتفتيش، و64 إلقاء قبض سمحوا بإيقاف 60 شخص، وبحجز 75 قطعة سلاح، بينهم 11 قطعة سلاح ذات استعمال حربي، و33 سلاح طويل، و31 مسدس، إضافة إلى اكتشاف 44 مادة مخدرة، وأعلنت أيضا إلزام 118 شخص بالإقامة الجبرية. في 16 نوفمبر 2005، تم مراقبة سيارة في الطريق السيارة رقم 31 بعد الإبلاغ عنها، ولكن المطلوب، صلاح عبد السلام، لم يكن موجود داخلها. تم القيام كذلك بعدة عمليات بحث في إيطاليا وألزاس.
تم إيجاد سيارة رينو كليو سوداء اللون وترقيمها بلجيكي، قام بتأجيرها صلاح عبد السلام، وذلك في ساحة ألبير كان (الدائرة الثامنة عشر) في 17 نوفمبر، تاركة فرضية إيجاد فريق إرهابي رابع إلى الفرق الثلاثة الأخرى التي قامت بالهجمات.
وجد هاتف في سلة مهملات خارج مسرح الباتاكلان حيث وجدت خارطة وخطة مفصلة لقاعة العرض، وكذلك رسالة قصيرة أُرسلت في الساعة 21:42 مكتوب فيها «لقد ذهبنا سننطلق».
الشرطة الفرنسية أرسلت لنظرائها الأوروبيين وثيقة طلب بحث لسيارة من نوع سيتروين إكسارا بترقيم AE-113-SY أين يمكن أن نجد فيها صلاح عبد السلام.
في نفس الوقت، بدأت الشرطة البحث على صانع مواد متفجرة وألعاب نارية عمره 19 سنة وأصله من مدينة روبيه، الذي يعتقد أنه هو من صنع السترات المتفجرة المستعملة من قبل الإنتحاريين.
كاميرات مراقبة تابعة للهيئة الذاتية للنقل في باريس، كشفت أن عبد الحميد أبا عود قد مر عبر بوابات محطة مترو كروا دو شافو التابعة للخط 9 وذلك في مونتروي، وتحديدا على الساعة 22:14 بعد هجمات الجمعة 13 نوفمبر.

### التحقيق في بلجيكا
وصل المحققون الفرنسيون لنتيجة أن الهجمات الدامية قد تم تحضيرها خارج فرنسا، وسريعا مع التفتوا نحو بلجيكا، التي اعتبروها قاعدة للانتحاريين الإرهابيين. في 16 نوفمبر، بدأت سلسلة من عمليات المداهمة في حي مولينبيك في العاصمة بروكسل، وذلك للبحث أساسا على صلاح عبد السلام، الذي استأجر سيارة البولو السوداء التي أقلت الإرهابيين لمسرح باتاكلان. في نفس اليوم، اتهم اثنين من المشتبه بهم بالإرهاب، من بينهم مالك السيارة التي استأجرها صلاح عبد السلام.
لقد بدى بهذه المناسبة أن بعض الإرهابيين الإسلاميين المقيمين في بلجيكا، لم يكونوا معروفين من قبل الاستخبارات الفرنسية ولكن كانوا معروفين من قبل نظيرتها البلجيكية، وبدون تبادل المعلومات حولهم بين الجهازين. موقع جهاز الاستخبارات البلجيكية هذا أثار جدلا في البلاد، وتم فتح تحقيق في هذا الغرض من قبل لجنة برلمانية وحكومية.
أحد العاملين في صحيفة لا كابيتال كان قد لاقى صلاح عبد السلام في مولينبيك في 17 نوفمبر مساءا.

### التعاون الدولي
الاستخبارات المغربية أخبرت نظيرتها الفرنسية بوجود صلاح عبد السلام في فرنسا. كذلك قامت الاستخبارات المغربية بإخبار الاستخبارات الفرنسية باختباء الإرهابيين في شقة في سان دوني، والتي تم مداهمتها بعد ذلك وتم تبادل إطلاق النار. الرئيس فرانسوا أولاند استقبل الملك المغربي محمد السادس في قصر الإليزيه لشكره على المساعدة الفعالة والناجحة للمغرب مع فرنسا.

### تحديد الإرهابيين والجناة

#### انتحاريو ملعب فرنسا
زمنيا، فإن الهجمات الإنتحارية التي ضربت محيط ملعب فرنسا في ضواحي باريس هي أول هجوم في هجمات 13 نوفمبر.
- الإنتحاري الأول فجر حزامه الناسف في الساعة 21:20 قرب البوابة D لملعب فرنسا، مخلفا قتيلا واحدا.[74] جواز سفر سوري يحمل اسم أحمد المحمد، ولد في 10 سبتمبر 1990 في إدلب، وجد قرب جثة الإنتحاري.[75] سريعا ما تبين أن جواز سفر مزور، حيث استعمله الإرهابي للتمتع بحق اللجوء في 3 أكتوبر 2015، تاريخ تسجيله على وثائق البحوثات شنغن أوروداك عند وصوله لجزيرة ليروس اليونانية، قبل أن يلاحظ بعد عدة أيام في كرواتيا.[75] من جهة أخرى فإن الصورة الموجودة على جواز السفر تعود للانتحاري بسبب توافق البصمات الموجودة على الجثة والأخرى التي سجلت عند وصوله اليونان. في كل الأحوال، فإنه حسب المدعي العام، الرابط بين الجواز السفر السوري والإرهابي لم يحدد رسميا.[76] هوية جواز السفر الأصلية يمكن أن تعود لجندي نظامي سوري.[75] صحيفة لوموند قالت أن هذه هي من طرق تنظيم الدولة الإسلامية (داعش) للاختفاء أمام القوات النظامية السورية، والسفر مع جوازات سفر مزورة. عدة جهاديين فرنسيين وقع اعتقالهم عند رجوعهم من سوريا ودخولهم فرنسا، كان بحوزتهم وثائق هوية تعود لآخرين. حسب مجلة سلايت فإن جوازات السفر السورية من السهل الحصول عليها مقابل قيمة قليلة من المال.[77] تم إطلاق طلب للشهود للتعرف على صورة هذا الإرهابي في 17 نوفمبر.[78]
- الإنتحاري الثاني فجر حزامه في الساعة 21:30، وهذه المرة قرب البوابة H للملعب. هو أيضا وقع مراقبته في 3 أكتوبر 2015 في اليونان،[79] وذلك بصفة لاجئ هارب من الحرب الأهلية السورية.[80] تحدثت وسائل الإعلام في البداية عن وجود جواز سفر مصري يمكن أن يكون له، لكن اتضح فيما بعد أنه لسائح مصري جرح في الهجوم وتوفي فيما بعد.[81]
- بلال الحدفي، الإنتحاري الثالث، فجر حزامه الناسف في الساعة 21:53، قرب الملعب في مطعم ماكدونالدز في شارع لا كوكري. هذا التفجير لم يخلف أي ضحايا. بلال الحدفي هو فرنسي ولد في 22 يناير 1995 ويقيم في نيدر أوفر هيمبيك في الضواحي العاصمة بروكسل في بلجيكا بعد عودته من سوريا.[82] عرف سريعا من قبل الشرطة.[83] في يوليو 2015، أطلق على صفحته في موقع فيسبوك نداءا للقيام بهجمات في الغرب وكان من أصدقائه أبو إسلام البلجيكي، وهو بلجيكي صور مبتسما في يوليو قرب جسد مقطوع الرأس.[83] الحدفي كان معروفا من قبل هيئة التنسيق لتحليل التهديد (OCAM).[84] قبل تنفيذ التفجير، كان قد منع من دخول الملعب لأنه لا يملك تذكرة المباراة.

#### منفذي الهجمات في شوارع باريس
عمليات إطلاق النار وقعت في مدة 11 دقيقة في 3 مواقع مختلفة، على الساعة 21:25 أي فقط 5 دقائق بعد الهجوم الانتحاري قرب ملعب فرنسا.
- إبراهيم عبد السلام: هو فرنسي ولد في 30 يوليو 1984 ويقيم في حي مولينبيك في العاصمة البلجيكية بروكسل أين يملك مقهى «Les Béguines»،[85] الذي وقع إغلاقه إداريا في 4 نوفمبر بسبب تجارة المخدرات.[86] ظهر إلى جانب أخيه صلاح عبد السلام، على وثائق عقد إيجار سيارتي فولكس فاجن وسيات تم استعمالهما في هجمات باريس.[87] إبراهيم عبد السلام وقع إيقافه في مايو 2015 من قبل الشرطة البلجيكية في قضية سرقة،[88] وكذلك قام بتأجير شقة في بوبيني في ضواحي باريس بين 10 و17 نوفمبر.[89] قام بتفجير نفسه وحيدا في شارع فولتير (boulevard Voltaire) على الساعة 21:43 في مقهى-حانة «Comptoir Voltaire»، مخلفا جريحا وحيدا في حالة خطرة.[85]
- صلاح عبد السلام: هو شقيق السابق، ولد في 15 سبتمبر 1989 في بروكسل (بلجيكا) ويحمل الجنسية الفرنسية. لا يزال في حالة فرار. صدر في حقه مذكرة توقيف دولية وكذلك طلب لشهود العيان، وهو من أهم المطلوبين للشرطة الفرنسية، التي طلبت أيضا في حالة رؤيته عدم التدخل شخصيا واستدعاء الشرطة فورا، لأنه يمثل خطرا. تم إيقافه في فبراير 2015 في هولندا برفقة أحد أشقائه أثناء مراقبة مرورية لحيازته مخدرات القنب الهندي.[90] يعتقد أنه هو من قام باستئجار سيارة البولو السوداء التي أوصلت الإرهابيين لأمام مسرح الباتاكلان. يعتقد أنه قام أيضا باستئجار غرفتين في فندق في ألفورفيل في ضواحي باريس أين وصل رفقة مرافقيه يومين قبل الهجمات.[91] عدة مراقبات مرورية مكنت من معرفة أن صلاح عبد السلام كان قد عاد بعد الهجمات إلى بلجيكا في سيارة فولكسفاغن غولف في صباح 14 نوفمبر 2015 رفقة أشخاص آخرين، منهم إثنين (حمزة عطو ومحمد عمري)[92] وقع القبض عليهم بعد ذلك في بلجيكا. باعتباره أحد مرتكبي الهجمات في تبني الهجوم من قبل تنظيم الدولة الإسلامية، يمكن أن يكون هو الوحيد الذي بقي حيا من منفذي هذه الهجمات، وإن كان قد عاد لفرنسا، فإنه ليس من بين الإرهابيين المقتولين في عملية دهم سان دوني في 18 نوفمبر.[93]
- شخص ثالث كان موجود داخل سيارة السيات، وهويته لازالت مجهولة،[94] ولكن يعتقد بشدة أنه يمكن أن يكون عبد الحميد أبا عود. هذا الأخير وقع رصده في حوالي الساعة 22:14، يعني مباشرة بعد الهجمات، من قبل كاميرات مراقبة في محطة مترو كروا دو شافو في مونتروي، أي على بعد 250 متر من المكان الذي تركت فيه سيارة السيات.[95] من جهة أخرى، كشفت التحقيقات أنه كان يستعمل كلاشنيكوف كان قد ترك في السيارة.[96][97]

في 20 يناير 2016 كشف تنظيم "داعش" الإرهابي، صورا لتسعة من عناصره الذين نفذوا هجمات 13 تشرين الثاني في باريس، ووفق ما أعلنه تنظيم الدولة بمجلته الشهرية تضمنت القائمة تسعة منهم البلجيكي "أبو عمر" والفرنسيون "أبو فؤاد" و"ذو القرنين" و"أبو ريان" و"أبو قتال"، والبلجيكيان أبو مجاهد" و"أبو القعقاع"، والعراقيان "علي" و"عكاشة".

#### منفذي الهجمات في الباتاكلان
مجزرة الباتاكلان كانت آخر هجوم في هجمات باريس وبدأت في الساعة 21:49، وذلك 6 دقائق بعد وفاة إبراهيم عبد السلام، المعروف باسم كوموندوس الأرصفة. كالهجمات السابقة، هذا الهجوم قام به 3 أشخاص.
- إسماعيل عمر مصطفاي: هو فرنسي ولد في 21 نوفمبر 1985 في كوركورون (إيسون) ويقيم في شارتر (أور ولوار)،[99] هو أول إرهابي يشتبه فيه تم التعرف عليه وذلك بفضل البصمات الموجودة على أحد أصابع الإرهابيين الذين فجروا أنفسهم داخل مسرح باتاكلان بعد القيام بقتل العديد من الموجودين. هذا الفرنسي الذي ولد لأب جزائري ولأم برتغالية تحولت للإسلام،[100] حكم عليه 8 مرات في الفترة بين 2004 و2010 ولم تأدي هذه الأحكام أبدا لسجنه.[99] منذ 2010 كان يتبع في إطار الملف S للتطرف وذلك في مسجد لوسيه (أور ولوار).[101] ملفه S وقع تجديده في أكتوبر 2015.[102] تم التعرف عليه في أواخر 2013 في تركيا أين يعتقد أنه مر منها إلى سوريا أين بقي عدة أشهر. تم إيقاف أبوه وأخوه يوم 14 نوفمبر في إطار التحقيق.[103] حسب مسؤول حكومي تركي، فإن تركيا قد بلغت عن مصطفاي مرتين في ديسمبر 2014 ويونيو 2015 للسلطات الفرنسية دون تلقي رد منهم.[104]
- سامي عميمور: هو فرنسي ولد في 15 أكتوبر 1987 في باريس وأصله من درانسي (سين سان دوني). في 2006، بدأ بارتياد مسجد في إقليم السان البحرية أين بدأ بالقيام «بلقاءات سيئة»، قبل أن يبدأ بعقد خطب متطرفة منذ 2011.[105] في 2012، استقال من عمله كسائق حافلة مع RATP. اتهم في 19 أكتوبر 2012 لانتمائه لعصابة إجرامية لأغراض إرهابية، وتم وضعه تحت الرقابة القضائية.[106] عرقلته فرنسا ومنعته من الذهاب إلى اليمن، انتهك مراقبته القضائية،[107] واستطاع الوصول إلى سوريا[108] في 11 سبتمبر 2013،[109] وصدر في حقه مذكرة توقيف دولية، والتي لم تمنعه من العودة إلى فرنسا.
- شخص ثالث وجدت جثته ولكن لم يستطع لحد الآن التعرف عليه؛

#### المتواطئين
- علي ر.: وقع القبض عليه في 5 نوفمبر 2015 في بافاريا من قبل الشرطة الألمانية، وكان تحمل معه العديد من الأسلحة الحربية (كلاشنيكوف، مسدسات، متفجرات وصواعق) خلال مراقبة روتينية أقيمت على الطريق السريع رقم 9 ويمكن أن يكون له صلة بهجمات باريس حسب وكالة فرانس برس.[110] هو ألماني يبلغ من العمر 31 سنة وهو أصيل الجبل الأسود، حيث قام بالذهاب إلى سوريا في أواخر 2014. لم يتم التأكد لحد اليوم بصلته بهجمات باريس.
- حمزة عطو ومحمد عمري: هما شخصين سمحوا لصلاح عبد السلام بالهروب من فرنسا، وبعد الهجمات وقع القبض عليهما في بلجيكا من قبل الشرطة. تم اتهامهما من قبل العدالة البلجيكية بالقيام «بهجوم إرهابي» و«المشاركة في نشاطات مجموعة إرهابية»، ثم حبسا على ذمة التحقيق بعد احتجازهما.
- حسناء آيت بولحسن: يبلغ عمرها 26 سنة، وماتت أثناء عملية دهم قوة RAID في سان دوني. اعتبرت في البداية كأول امرأة إنتحارية تفجر نفسها في أوروبا، إلا أنه تبين بعد ذلك أنها لم تحمل أية حزام ناسف. كان رفقة ابن عمها عبد الحميد أبا عود ورجل ثالث أثناء دهم RAID. لا يعرف لحد الآن درجة تورطها في هجمات 13 نوفمبر. حالة الاستنفار الأمنية التي شهدتها بروكسل في 21 نوفمبر 2015 يتوقع أنها كانت بسبب تهديد إرهابي متأتي من عائلة حسناء آيت بولحسن الذين ذهبوا لفرنسا.[111] عدة أشخاص خرجوا من بلجيكا بطريقة غريبة لاستعادة أغراض من منزل والدتها في أولنيه سو بوا في 19 نوفمبر 2015.[112][113]
- إرهابي فجر نفسه أثناء دهم قوة RAID في سان دوني. في 21 نوفمبر 2015، حسب تحليل الحمض النووي أقيم على جثة هذا الأخير، فإن نتيجة هذا التحليل لم تتوافق مع أي شخص معروف للعدالة في فرنسا. هويته لازالت غير معروفة.[114]
- أحمد الدهماني: عمره 26 سنة، وقع القبض عليه في 21 نوفمبر 2015 في منتجع أنطاليا البحري في تركيا، إذ كان يحضر للذهاب لسوريا بمساعدة متواطئين إثنين. اتهم بالقيام ببحوثات لاختيار مكان الهجمات.[115]
- لعزيز إبرايمي: عمره 39 سنة، قبض عليه بعد معلومات سرية في 19 نوفمبر في لايكن (بلجيكا) بينما كان يقود سيارة، وجد فيها بعد ذلك آثار دم ومسدس، وعرف كذلك أن أخوه هو في سوريا. يتهم بأنه قدم الدعم اللوجستي أثناء هجمات باريس أو شارك شخصيا فيها، ووجهت إليه تهمة قتل 130 في شكل اتصالاته مع المنظمات الإرهابية.[116]
- إرهابي بلجيكي، اتهم بعد عدة عمليات دهم في 22 نوفمبر لمشاركته في الهجمات. هويته وطريقة مشاركته في الهجمات لم تعرف بعد.[117]
- إرهابي بلجيكي آخر اتهم بالقيام بعمليات اغتيال وقع القبض عليه في 24 نوفمبر. هويته وطريقة مشاركته في الهجمات لم تعرف بعد.[118]
- محمد العبريني ولد في 27 ديسمبر 1984 صور أثناء استعماله للطريق السيارة فاتجاه باريس في 11 نوفمبر 2015 في حوالي الساعة 19:00، وذلك في محطة خدمة قرب مدينة راسون (واز) بمرافقة صلاح عبد السلام وذلك في سيارة رينو كليو السوداء التي وجدت في الدائرة الثامنة عشر في 17 نوفمبر. تم إصدار مذكرة توقيف دولية وأوروبية في حقه في 24 نوفمبر.[119]

#### المخططين
- عبد الحميد أبا عود: يلقب بأبو عمر البلجيكي، هو جهادي بلجيكي من أصل مغربي ويبلغ من العمر 28 سنة، وكان يقيم في حي مولينبيك في العاصمة بروكسل. يتهم أبا عود بأنه هو منظم كل هذه الهجمات والعقل المدبر لها، وكذلك أحد المشاركين فيها شخصيا. هو كذلك قريب من صلاح عبد السلام، ولكن أيضا مهدي نموش المسؤول عن حادثة إطلاق النار في المتحف اليهودي في بلجيكا، ويعتقد أيضا أن أبا عود متواطئ في الهجوم على صحيفة شارلي إبدو وكذلك في هجوم قطار تاليس.[120][121] كان الهدف الرئيسي من عملية الدهم البوليسية في 18 نوفمبر في الضاحية الباريسية سان دوني.[122] وجد ميتا في الشقة التي وقعت فيها عملية الدهم من قبل قوة RAID الخاصة.[123] الإعلان عن وفاته جائت بعد التدقيق في بصماته.
- فابيان كلان الفرنسي الذي أصله يرجع إلى لا ريونيون، يعتقد بشدة أن صوته هو نفسه المسموع في فيديو تابع لتنظيم الدولة الإسلامية.[124] باعتبار وجود إمكانية شراكته في الهجوم الذي تم إفشاله والذي يعتقد أن سيد أحمد غلام سيقوم به ضد واحدة أو العديد من كنائس فيلجويف في أبريل 2015، هذا الشخص المسمى عمر ، ظهر منذ 2001 رفقة أخيه الأصغر جان ميشال في تقارير رقابة الادارة المركزية للاستخبارات العامة في تولوز. لصلته مع محمد مراح، اعتقل بينما كان يحضر للسفر للعراق وحكم عليه ب5 سنوات سجن.[125]

### تبنى الهجوم
في 14 نوفمبر 2015، وفي بيان باللغة الفرنسية، تبنى تنظيم الدولة الإسلامية (داعش) مسؤوليته عن الهجمات، ووضح البيان أن التنظيم «استهدف عاصمة الرجس والضلال، التي تحمل راية الصليب في أوروبا، باريس»، وأضاف البيان أن «هذه الهجمات هي فقط بداية العاصفة».

## الضحايا
في البداية، تم الإعلان عن مقتل 129 شخصاً، وإصابة 352 شخص خلال الهجمات، بينهم 90 على الأقل في حالة حرجة، وكان من بين الضحايا العديد من الأجانب،
أعلن رئيس الوزراء الفرنسي مانويل فالس الأحد 15 نوفمبر، التعرف على 103 جثث لضحايا الاعتداءات باريس، وقال أن «20 إلى 30» جثة لا تزال غير معروفة الهوية.
في 17 نوفمبر 2015، تم الإعلان عن قائمة الضحايا حسب الجنسيات. وجاء في القائمة النهائية 130 قتيل و415 جريح. من بين القتلى يوجد 28 أجنبي إضافة إلى 28 جريح أيضا، وذلك من 25 جنسية.
| الجنسية         | القتلى | الجرحى |
| --------------- | ------ | ------ |
| فرنسا           | 101    | 387    |
| البرتغال        | 3      |        |
| تشيلي           | 3      |        |
| بلجيكا          | 3      |        |
| تونس            | 2      | 1      |
| المكسيك         | 2      | 1      |
| رومانيا         | 2      | 1      |
| الجزائر         | 2      |        |
| أمريكا          | 2      |        |
| ألمانيا         | 2      |        |
| إيطاليا         | 1      | 2      |
| فنزويلا         | 1      | 2      |
| المغرب          | 1      | 1      |
| إسبانيا         | 1      | 1      |
| السويد          | 1      | 1      |
| المملكة المتحدة | 1      |        |
| السنغال         | 1      |        |
| صربيا           | 0      | 7      |
| هولندا          | 0      | 3      |
| البرازيل        | 0      | 2      |
| الصين           | 0      | 1      |
| كولومبيا        | 0      | 1      |
| أستراليا        | 0      | 1      |
| النمسا          | 0      | 1      |
| أيرلندا         | 0      | 1      |
| سويسرا          | 0      | 1      |
| الإجمالي        | 130    | 415    |

## أعقاب الهجوم

### إجراءات رسمية
قام الرئيس الفرنسي فرانسوا أولاند بإعلان الخطة الحمراء ألفا لمجابهة إطلاق النار. وأعلن حالة الحداد في البلاد لمدة 3 أيام، وقال الرئيس الفرنسي في كلمة له «إن بلاده سترد على البرابرة والمتوحشين في داعش بالتواصل والتنسيق مع حلفائها».
في منتصف الليل، قام أولاند باجتماع مع مجلس الوزراء في قصر الإليزيه، وقرر بعدها إعلان حالة الطوارئ في كامل أرجاء فرنسا، وكذلك أعلن إعادة المراقبة على الحدود. ويذكر أن حالة الطوارئ أنشأت أثناء ثورة التحرير الجزائرية واستعملت في اضطرابات فرنسا 2005.
ألغى أولاند زيارته إلى تركيا للمشاركة في قمة مجموعة العشرين، ويستم تعويضه من قبل وزير الخارجية لوران فابيوس ووزير المالية ميشيل سابين.
في 14 نوفمبر 2015، تم إعلان الحداد لثلاثة أيام، واستدعى الرئيس البرلمان الفرنسي للقيام بمؤتمر موحد لغرفتي البرلمان في فرساي.

### إجراءات أمنية
تم إطلاق خطة أورسون أو الخطة البيضاء، وتم استدعاء 1500 جنديًا فرنسيًا إضافيًا (مع وجود الآلاف بالفعل منذ الهجوم على صحيفة شارلي إبدو)، وأُقر توقيف الدراسة في المدارس والمعاهد والجامعات في إيل دو فرانس حتى إشعار آخر. كذلك ألغيت كل الرحلات المدرسية المقررة في نهاية الأسبوع.
فجر يوم الإثنين 16 نوفمبر، عثرت الشرطة الفرنسية على أسلحة ثقيلة بينها قاذف صواريخ وسترات واقية وعدد من البنادق والمسدسات في مدينة ليون في إطار مداهماتها المستمرة إثر الهجمات الدامية.
وفي فجر الأربعاء 18 نوفمبر، اقتحمت وحدات خاصة من الشرطة الفرنسية شقة في ضاحية سان دوني شمالي باريس.وأسفرت العملية عن مقتل شخصين أحدهما انتحارية فجرت نفسها واعتقال ثلاثة آخرين تشتبه الأجهزة الأمنية في علاقتهم بهجمات باريس فيما أكدت الشرطة إصابة ثلاثة من عناصرها أثناء عملية الإقتحام.

### مواقع التواصل الإجتماعي
الكثير من الباريسيين أطلقوا مبادرة على مواقع التواصل الإجتماعي في الساعات التي تبعت الهجمات لاستقبال واستضافة الذين هم في الشارع والذين لا يعرفون أن يذهبوا ويحتموا وذلك عبر هاشتاغ PorteOuverte# (تعني بالفرنسية «#باب_مفتوح») على تويتر، وأصبح هذا الهاشتاغ رائجاً في جميع أنحاء العالم. وتم كذلك إنشاء هاشتاغ ثاني باللغة الألمانية للألمان الذين جاؤوا لحضور المباراة مع فرنسا، وهو "OffnenTüren#".
في الولايات المتحدة، تم إطلاق هاشتاغ آخر وهو StrandedInUS# لاستقبال السكان الباريسيين الذي على الأراضي الأمريكية.
ظهر هاشتاغ آخر في فرنسا وهو RechercheParis# وذلك بهدف البحث وتلقي المعلومات حول الذي فقدوا أثناء الهجوم. في 14 نوفمبر، عبارة "RechercheParis#" أصبحت ثالث أكثر كلمة مستعملة على الأنترنت في فرنسا. 

تم إطلاق عدة عبارات دعم أخرى مثل «السلام لباريس» (Peace for Paris) وكذلك «نصلي من أجل باريس» (Pray for Paris).[بحاجة لمصدر]

نسخة معدلة لرمز السلام وهي مستوحاة من العمل الفني الأصلي "السلام لباريس" لجان جوليان حيث تم وضع رمز السلام لجيرالد هولتوم ☮ بالتزامن مع صورة برج إيفل.نسخة معدلة لرمز السلام وهي مستوحاة من العمل الفني الأصلي "السلام لباريس" لجان جوليان حيث تم وضع رمز السلام لجيرالد هولتوم ☮ بالتزامن مع صورة برج إيفل.[146][147]
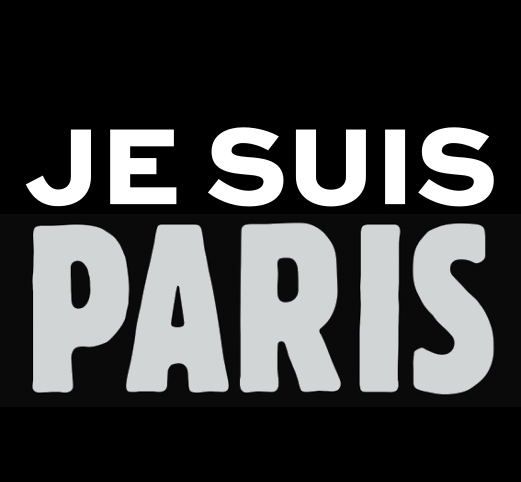
شعار مشتق من هاشتاغ JeSuisParis# تصميم الجرافيك من ابتكار يواكيم رونكين، وطريقة الكتابة مشابهة لشعار أنا شارلي.
شعار «نصلي من أجل باريس» أطلق لمساندة فرنسا وباريس. يشبه شعار أنا شارلي.
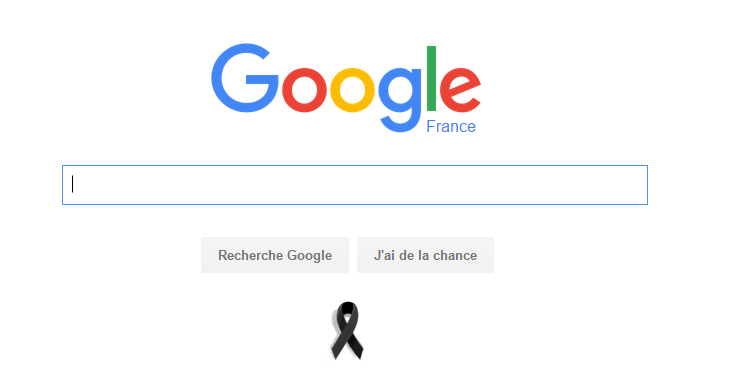
لقطة شاشة لصفحة جوجل الفرنسي في 15 نوفمبر 2015.

### تظاهرات ضد المسلمين
أثارت هجمات باريس ردود فعل عنيفة لدى بعض الأوروبيين إذ رفع عشرات المتظاهرين في مدينة ليل لافتات كتب عليها «فليطرد المسلمون» في مسيرة غاضبة تنديدا بأحداث هجمات باريس. ولكن واجهتها مسيرة أخرى بها المئات من الفرنسيين الذين تجمعوا في البداية لدعم الضحايا ولكن توجهوا لهذه المجموعة العنصرية لطردها من الساحة وبدأوا بالهتاف للتآخي والتعايش.
كما قام متظاهرون بإحراق مساجد في إسبانيا وهولندا.
وأضرم مجهولون النار في أحد المساجد عن طريق إلقاء عبوات حارقه في إسبانيا، دون أن تتمكن الشرطة من تحديد الجهة المسؤولة أو القبض على أي من تلك العناصر المشاركة في الجريمة.
وفي مدينة روزندال الهولندية حاول مجهولون ليلة الجمعة 13 نوفمبر إحراق مسجد، يرتاده المغاربة القاطنون في المنطقة. وقد أعلنت الشرطة الهولندية أن محاولة الحرق ألحقت تدميرا بالمسجد، مؤكدة أنها تجري التحقيقات اللازمة بشكل جدي للكشف عن هوية الفاعلين.

## ردود الفعل
عبرت العديد من البلدان عن دعمها لفرنسا بإظهار مبانيها بثلاثية ألوان العلم الفرنسي بعد الهجمات:

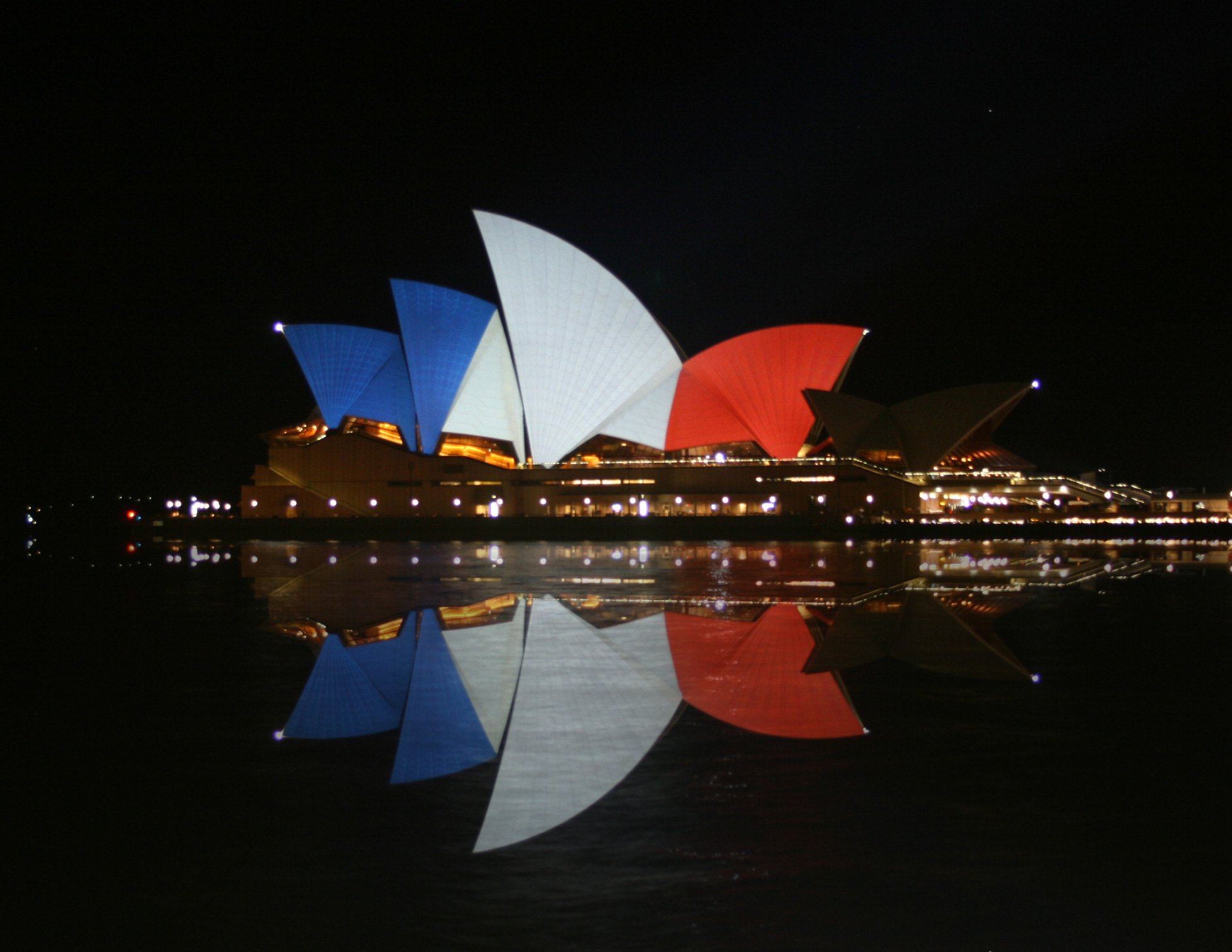
دار أوبرا سيدني (أستراليا).
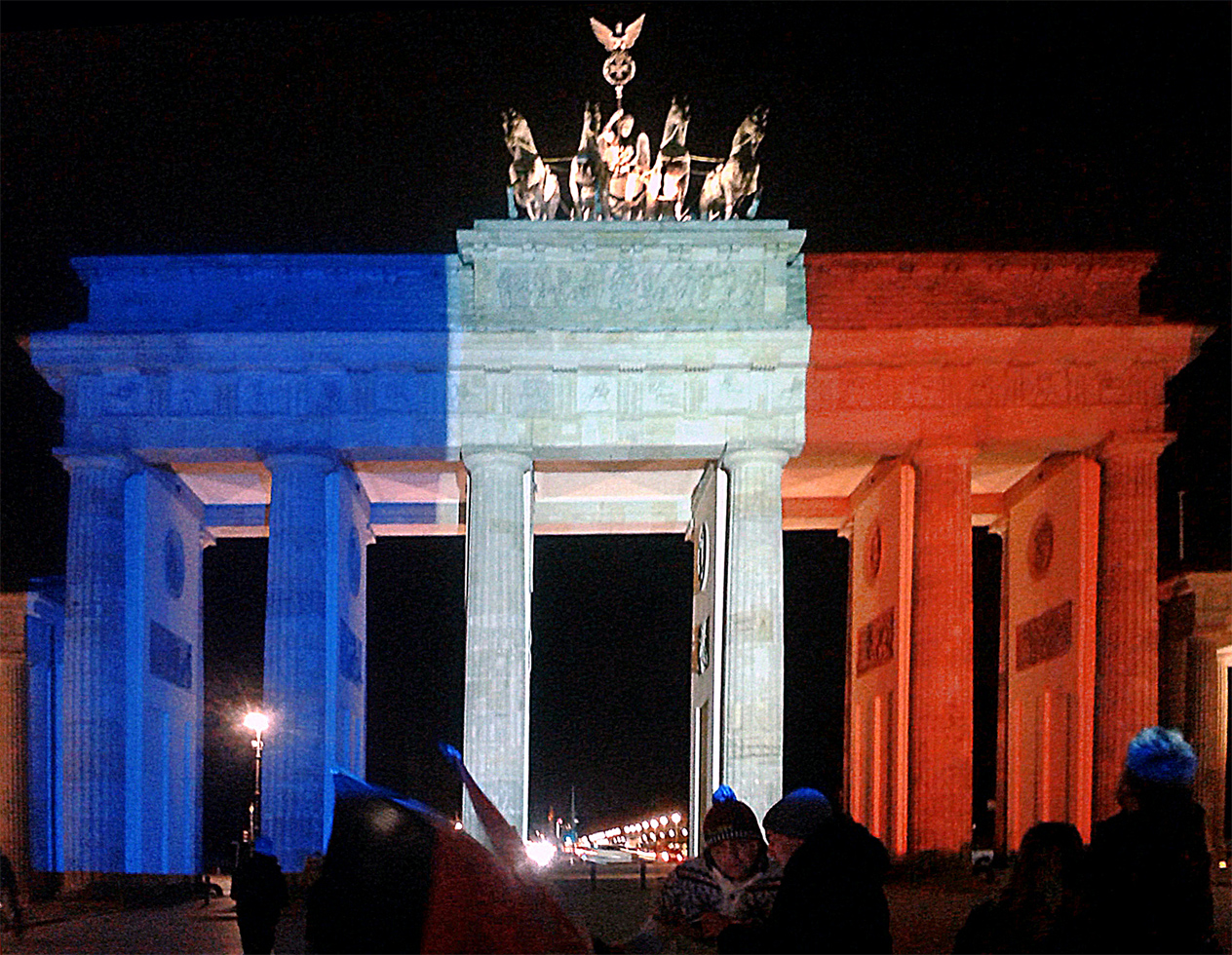
بوابة براندنبورغ في برلين (ألمانيا).
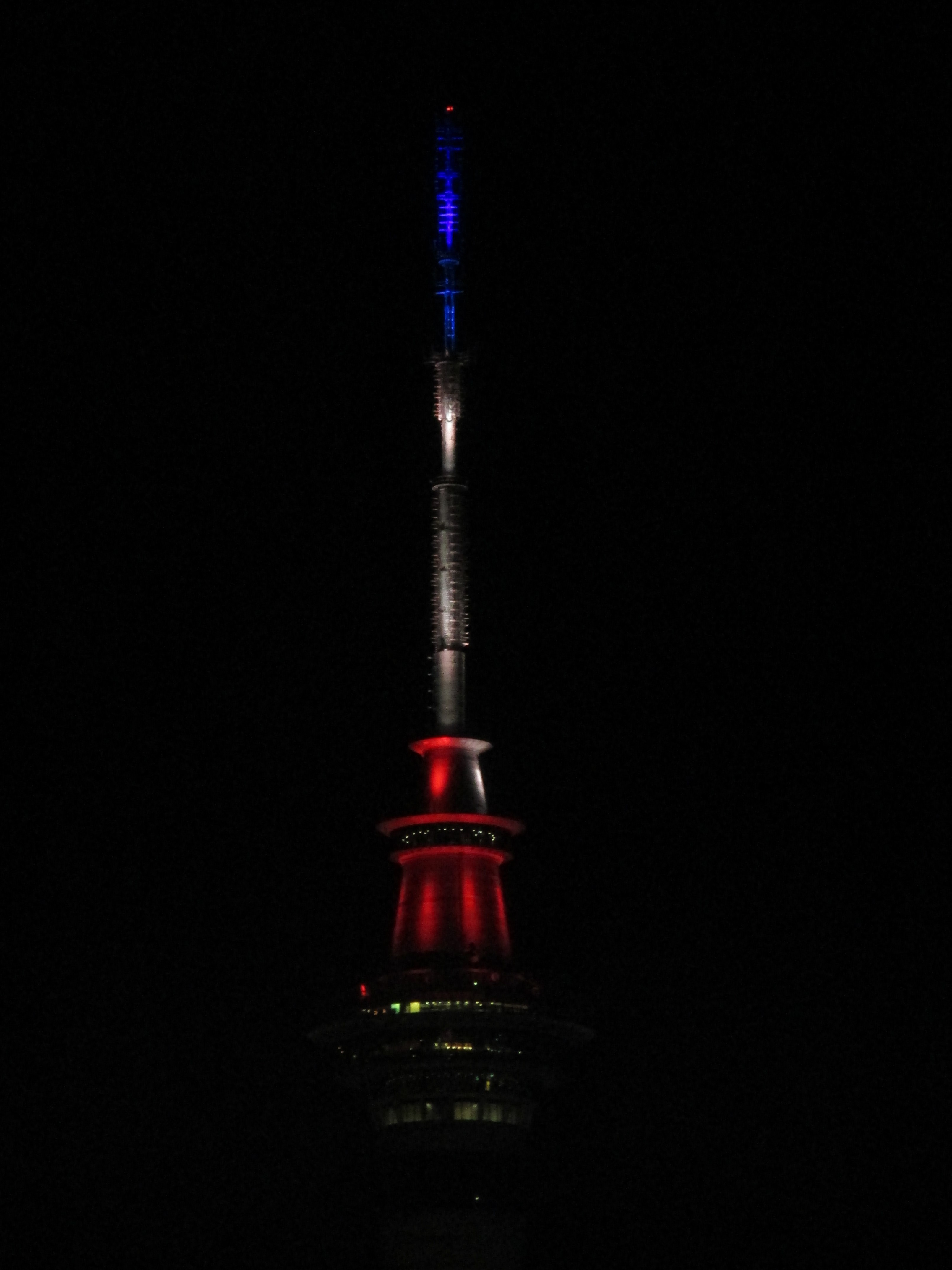
برج السماء في أوكلاند (نيوزيلندا).
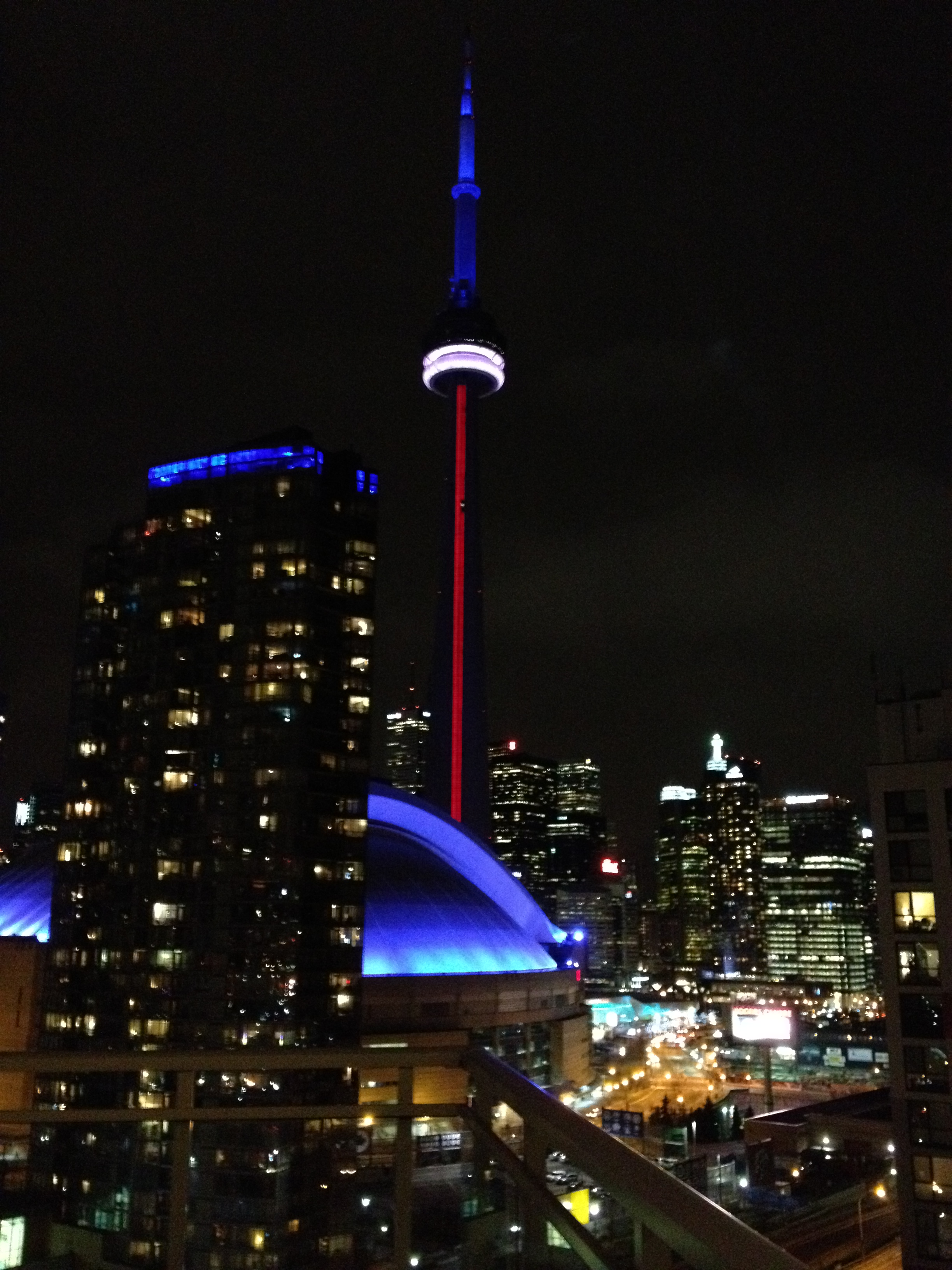
برج سي إن في تورونتو (كندا).
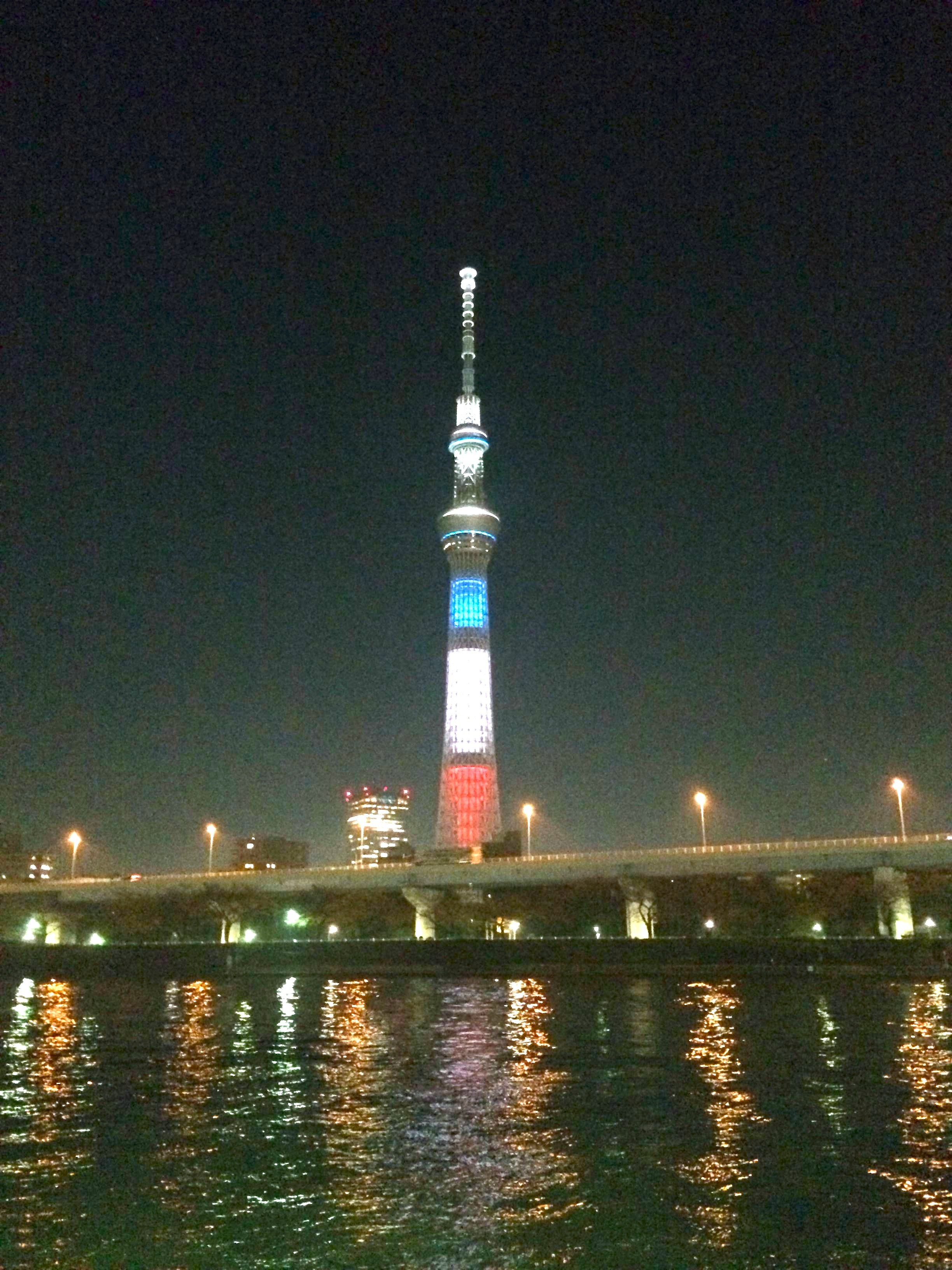
طوكيو سكاي تري في طوكيو (اليابان).
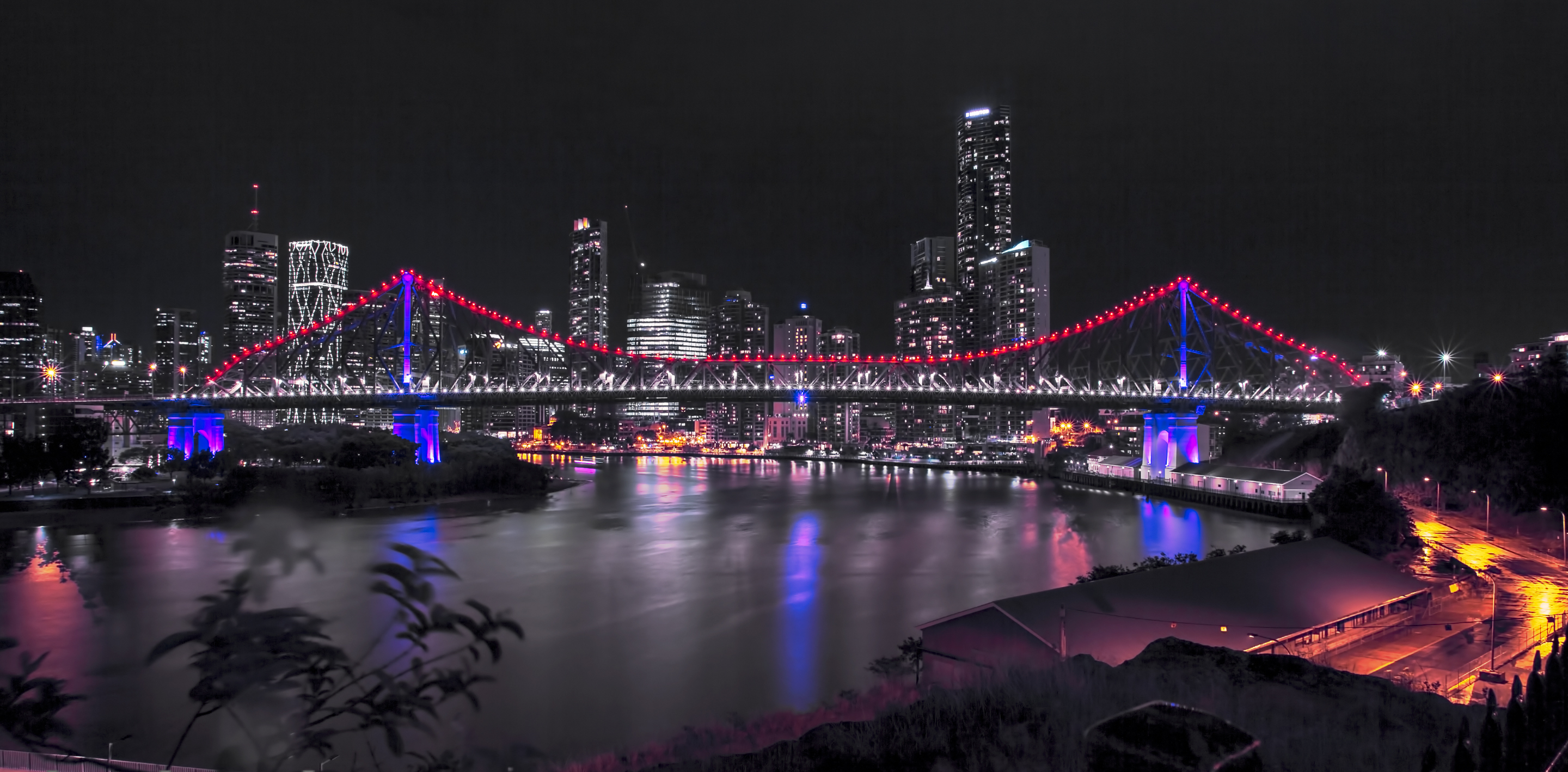
جسر ستوري في بريزبان (أستراليا).
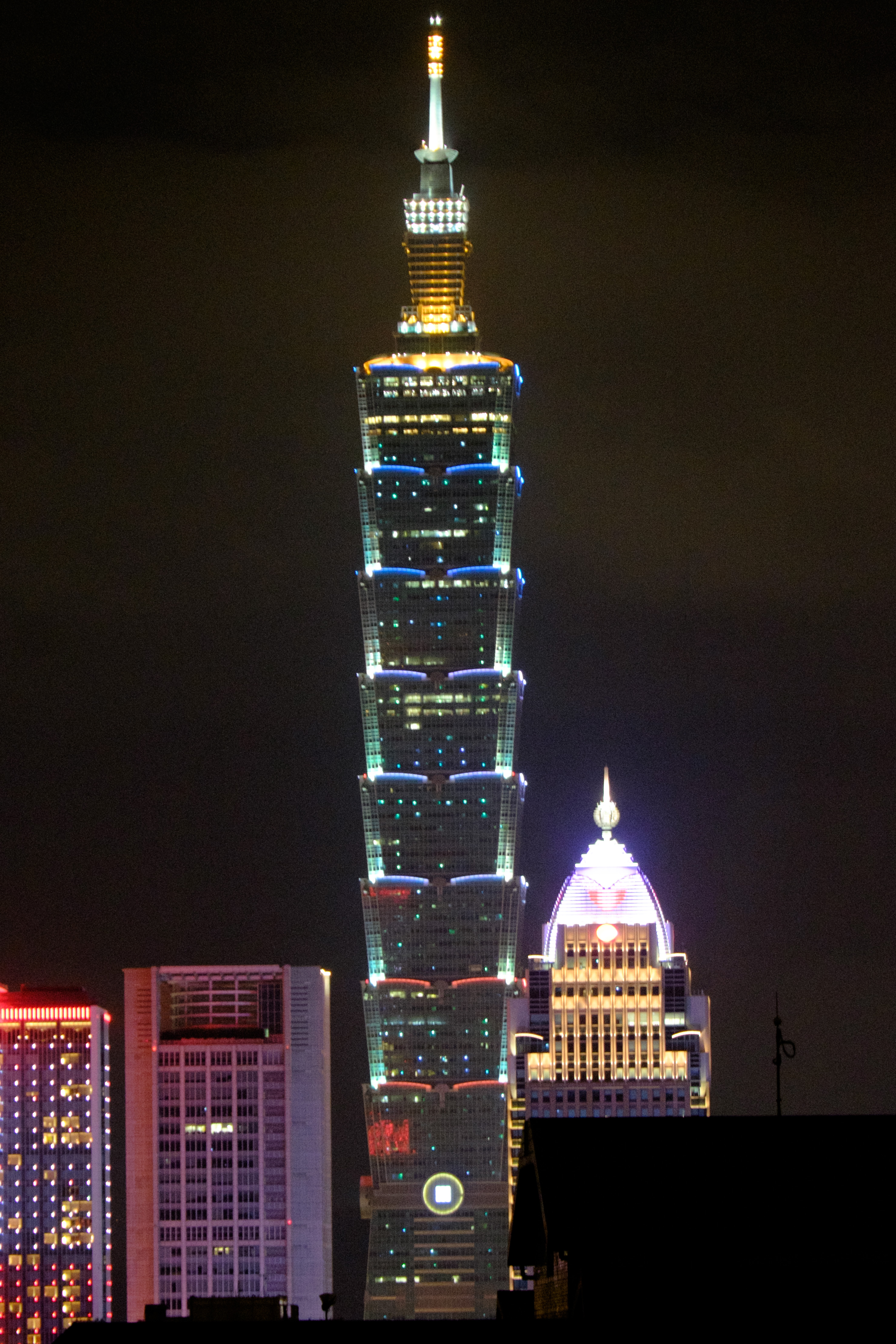
تايبيه 101 في تايبيه (تايوان).
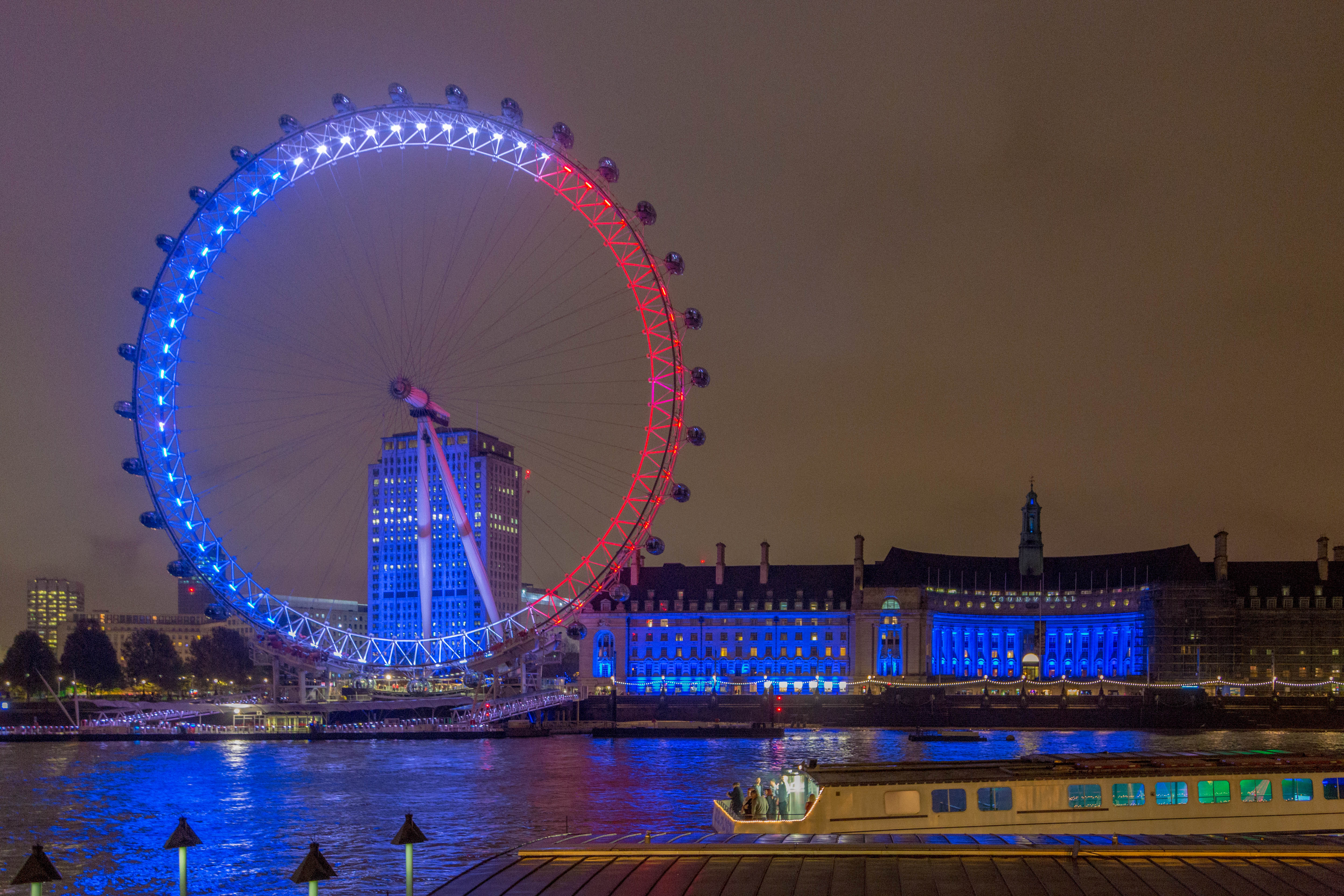
عين لندن (المملكة المتحدة).
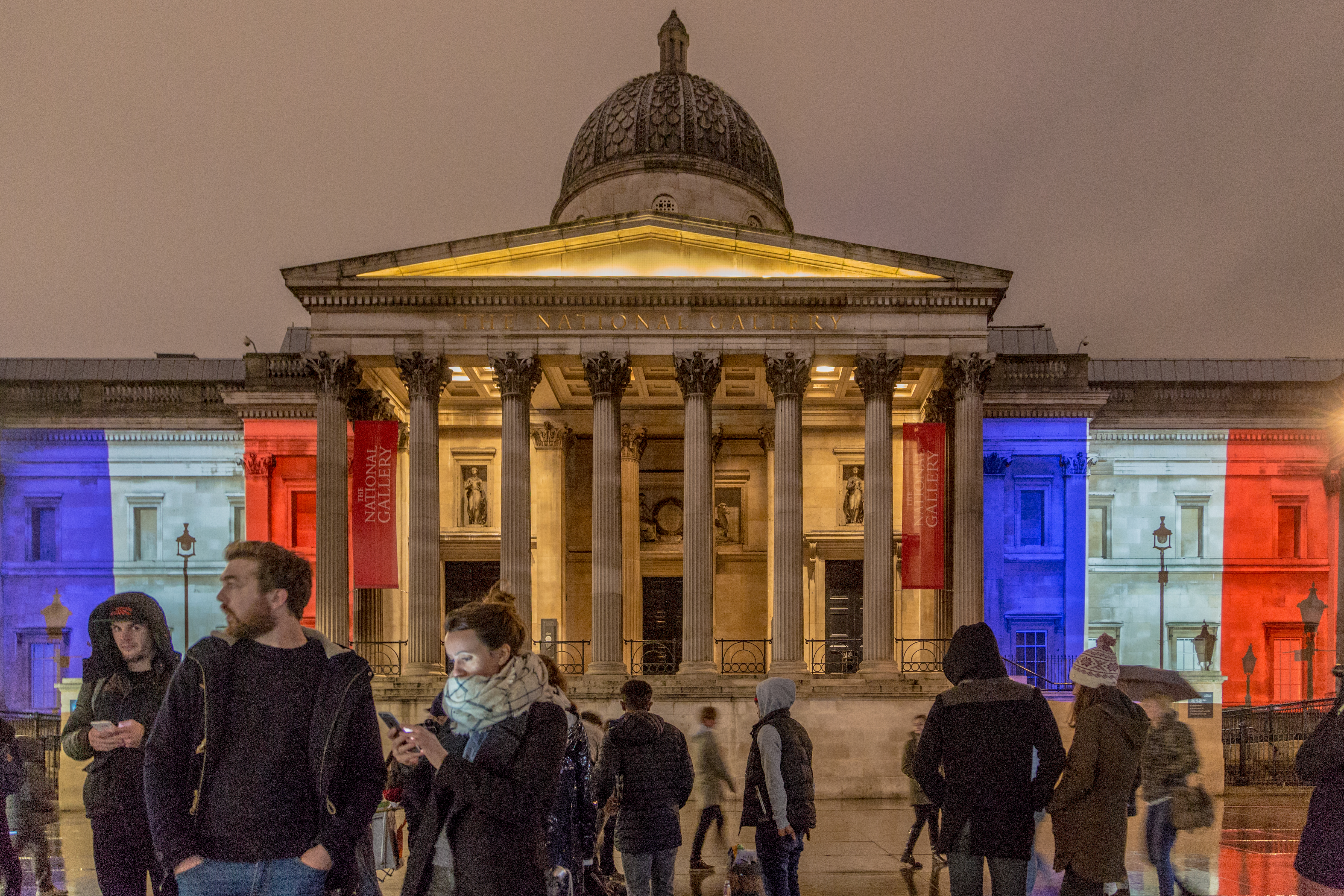
المعرض الوطني في لندن.
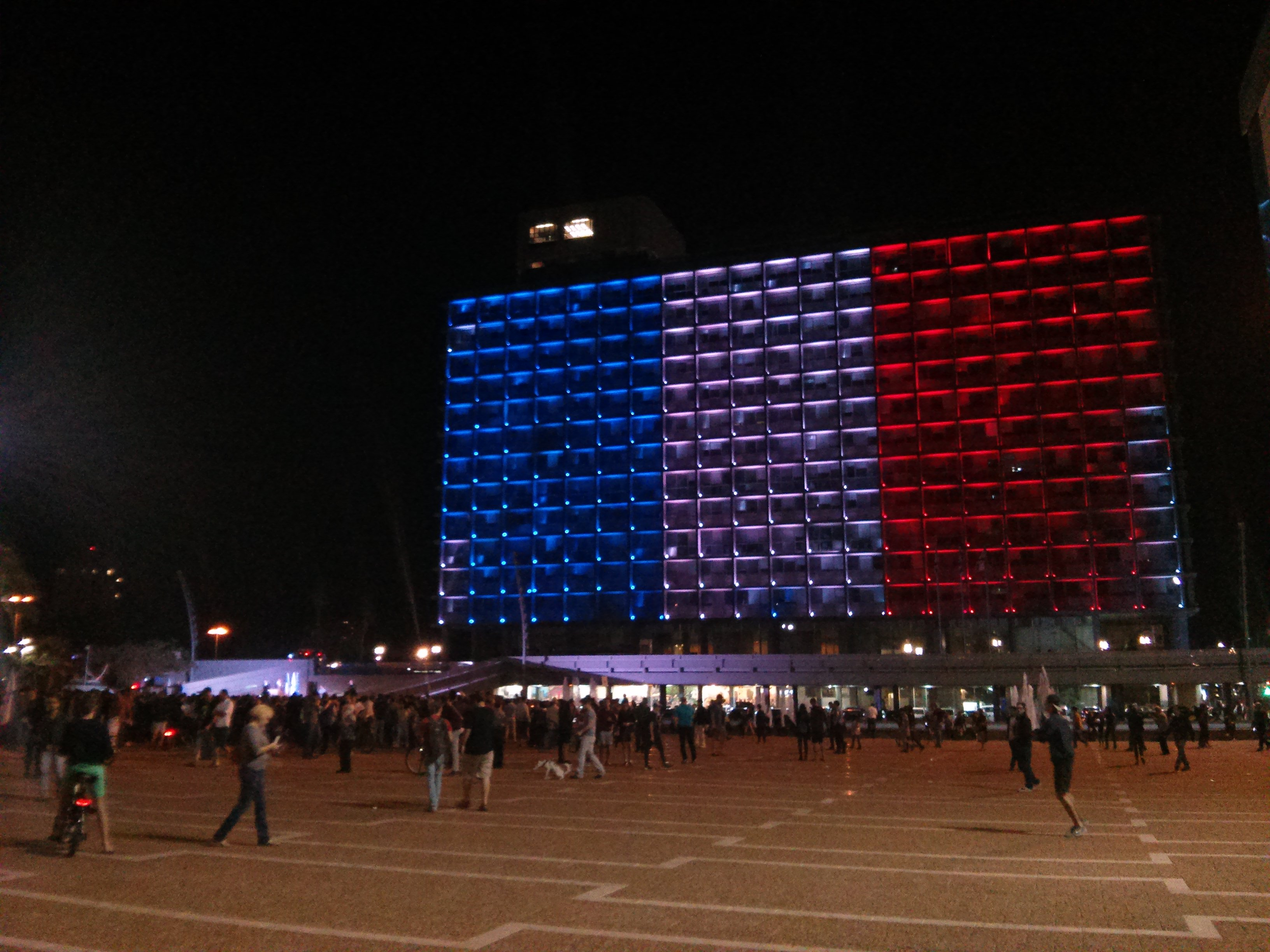
قاعة مدينة تل أبيب (إسرائيل).
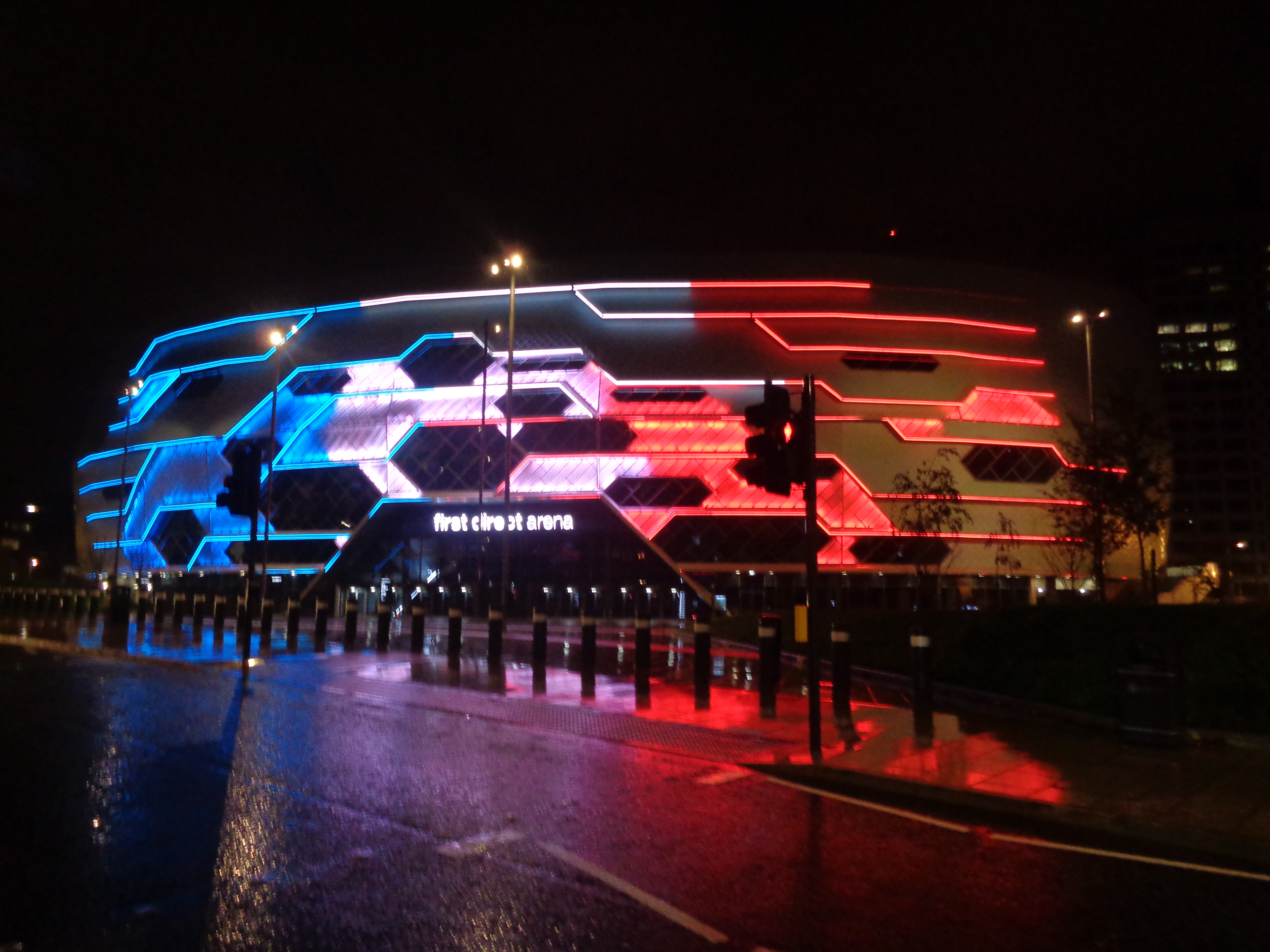
فيرست ديركت أرينا في ليدز (المملكة المتحدة).
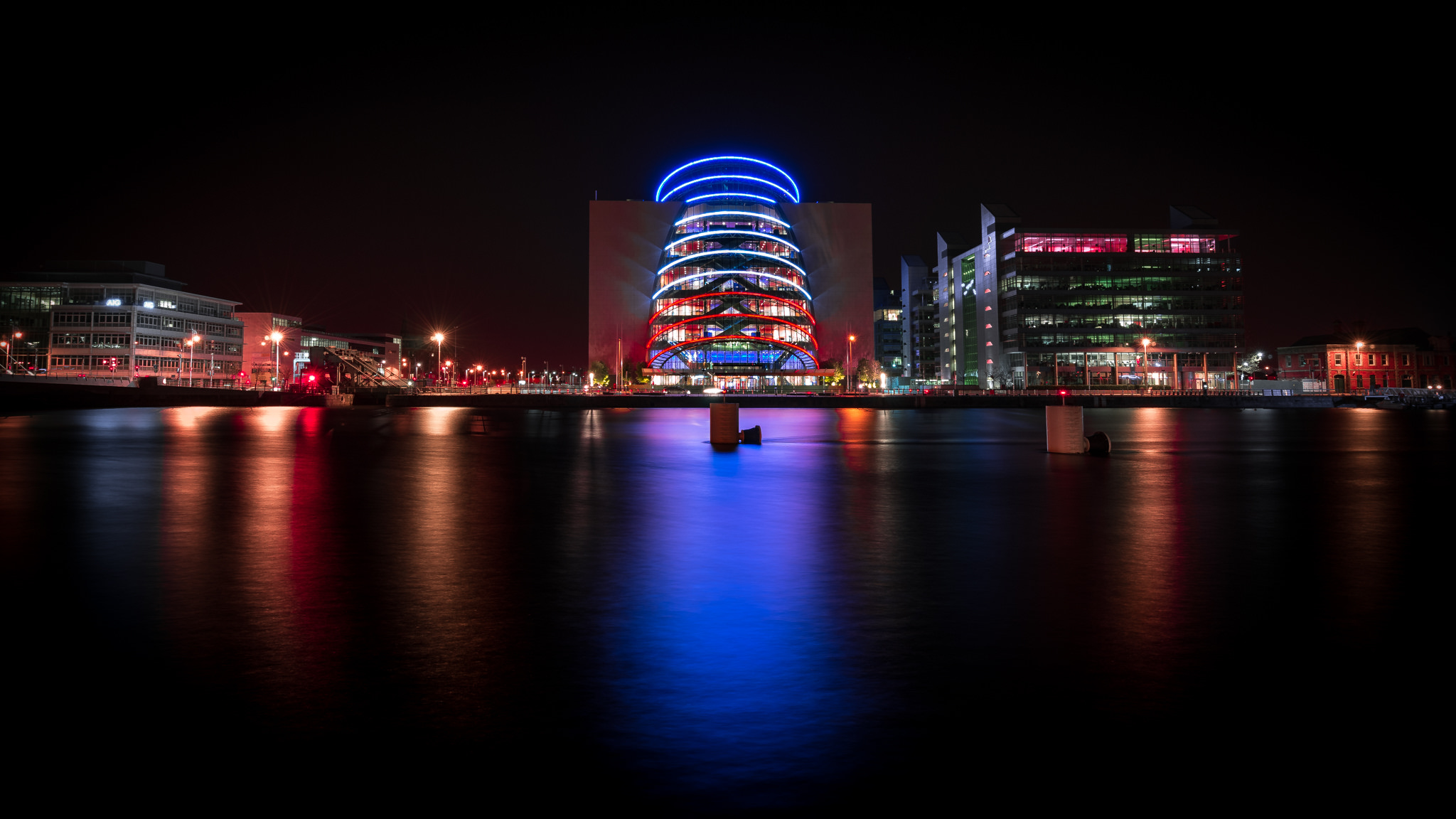
مركز اتفاقية دبلن في دبلن (أيرلندا).
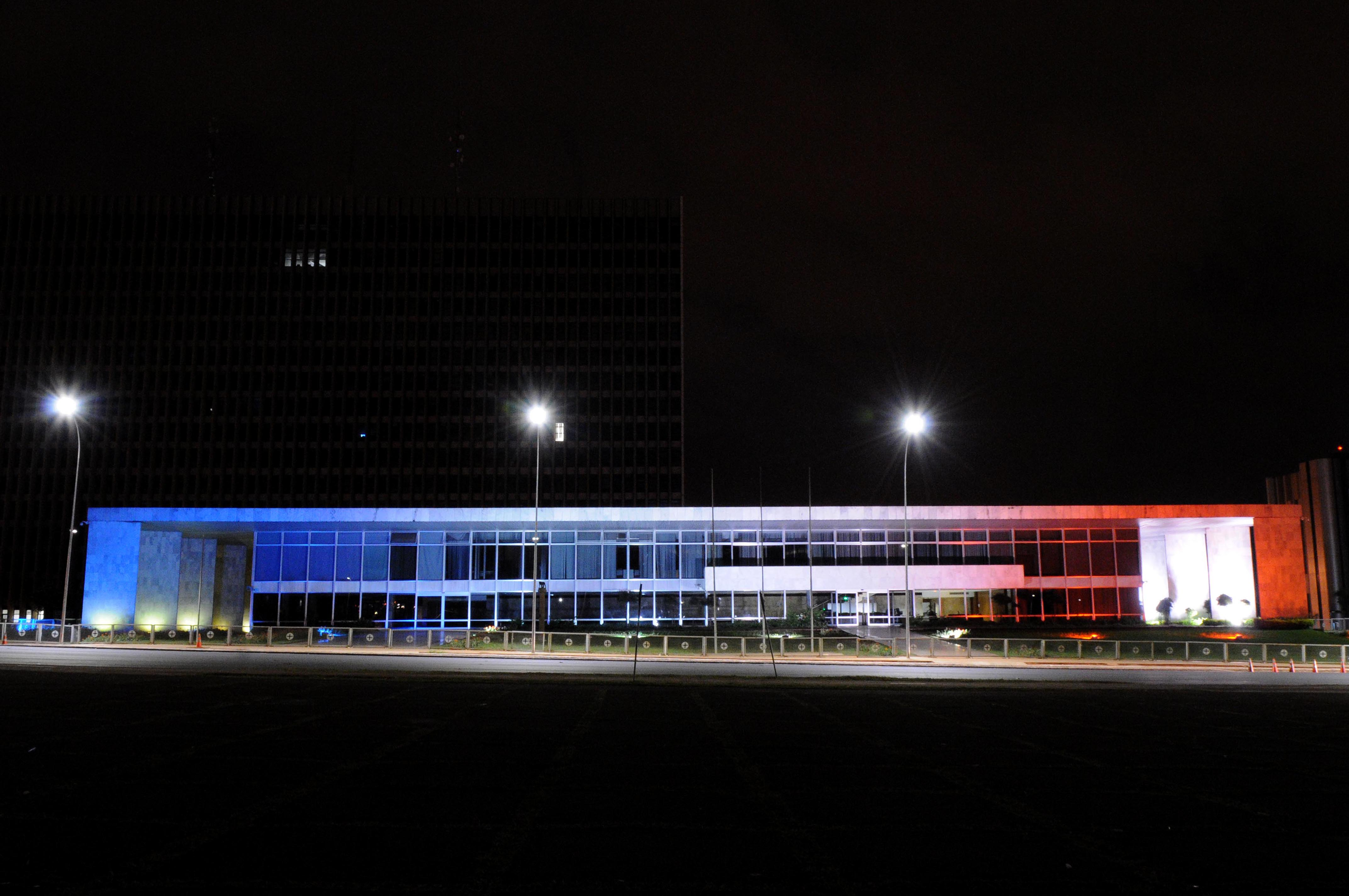
قصر بوريتي في برازيليا (البرازيل).
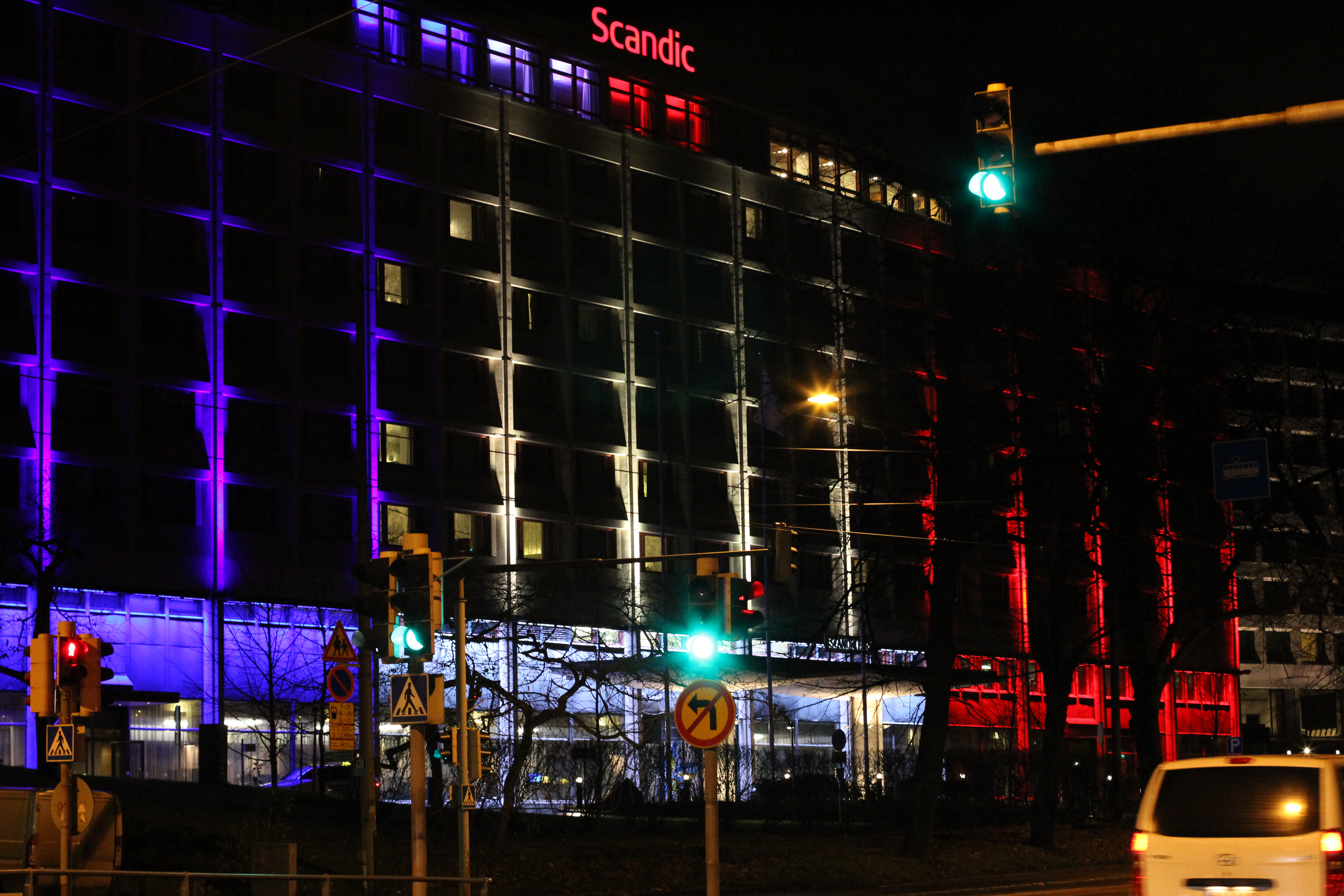
أحد الفنادق في هلسنكي (فنلندا).

### وطنية
أدان المجلس الفرنسي للديانة الإسلامية الهجوم وجاء في بيانه «أمام خطورة هذا الوضع، يدعو المجلس الفرنسي للديانة الإسلامية الأمة كلها إلى الوحدة والتضامن».

### حكومات
- الإمارات العربية المتحدة – أكد رئيس الدولة الشيخ خليفة بن زايد آل نهيان وقوف الإمارات وتضامنها التام مع فرنسا في الظروف الصعبة، كما أكد إن الإرهاب لا دين ولا وطن له.[153]
- إيران – عزى وزير الخارجية الإيراني محمد جواد ظريف حكومة وشعب فرنسا وأسر الضحايا، وقال أن مكافحة الإرهاب تتطلب التعاون الشامل عالمياً.[154]
- الأردن – دان العاهل الأردني الملك عبد الله الثاني بن الحسين الأحداث، ووصفها بالعمل الإرهابي الجبان، وأعرب عن تضامنه مع فرنسا وشعبها في هذا المصاب الأليم.[155]
- أفغانستان – أستنكر الرئيس التنفيذي للحكومة الأفغانية السيد عبد الله عبد الله هذا الحادث، ووصفه بالإرهابي، وعبر عن دعمه لأسر الضحايا والشفاء للمصابين.[156]
- الولايات المتحدة – وصف الرئيس الأمريكي باراك أوباما هجمات باريس بأنها محاولة فظيعة لترويع المدنيين الأبرياء.[6]
- البحرين – عزى عاهل البحرين حمد بن عيسى آل خليفة، الرئيس الفرنسي في ضحايا هجمات باريس.[157]
- المملكة المتحدة – قال رئيس الوزراء البريطاني ديفيد كاميرون عبر تويتر، أنه شعر بالصدمة من أحداث في باريس الليلة.[158]
- تركيا – أدان رئيس الوزراء التركي داود أوغلو الهجمات في باريس، وقال أنها استهدفت الإنسانية جمعاء.[159]
- تونس – أدانت رئاسة الجمهورية التونسية الهجمات، ووصفتها بالإرهابية، وأعلنت تضامنها الكامل مع فرنسا حكومة وشعب. فيما سافر الرئيس الباجي قائد السبسي إلى باريس بعد ساعات من الهجمات في 14 نوفمبر صباحا وذلك لتقديم التعازي والتعبير عن دعم تونس لفرنسا والشعب الفرنسي والتقى بالرئيس فرانسوا أولاند.[160]
- الجزائر – ندد الرئيس الجزائري عبد العزيز بوتفليقة الهجوم، ووصفه بالإرهابي وبإنها جريمة ضد الإنسانية.[161]
- روسيا – قال الرئيس الروسي فلاديمير بوتين أن هجمات باريس تعكس كراهية وأن القتلة ليسوا بشرا، وعرض مساعدة روسيا لدعم حكومة وشعب فرنسا.[159]
- السعودية – أعرب وزير الخارجية عادل الجبير عن استنكار المملكة للحادثة، ووصفها بالعمل الإجرامي والبربري وشدد على دعوة المملكة لتكثيف الجهود لمكافحة الإرهاب بأي شكل كان.[162]
- عُمان – بعث سلطان عمان قابوس بن سعيد في برقية للرئيس الفرنسي عن تعازيه لفخامته ولأسر الضحايا والشعب الفرنسي، آملاً للمصابين الشفاء العاجل.[163]
- سوريا – أدان الرئيس السوري بشار الأسد هذا العمل، ووصفه بالإرهابي، وقال أن هذه العمليات الإرهابية عانت منها سوريا منذ أكثر من خمس سنوات.[164]
- العراق – أعلن رئيس الجمهورية فؤاد معصوم تضامن العراق مع فرنسا وشعبها، كما أرسل تعازيه إلى أسر الضحايا متمنياً للمصابين الشفاء العاجل.[165]
- الفاتيكان – وصف بابا الفاتيكان الهجمات بأنها «تهجم على السلام لجميع الإنسانية»، وقال إن هناك حاجة «لرد حاسم وداعم من طرفنا جميعا ونحن نتصدى لانتشار كراهية القتل بجميع أشكالها».[159]
- فلسطين – أدان الرئيس الفلسطيني محمود عباس العمل الأرهابي، وشدد على ضرورة وقوف المجتمع الدولي في مواجهة هذه الأعمال الأرهابية التي تؤدي إلى توتر الأجواء في كل مكان.[166]
- قطر – عبرت دولة قطر أسر الضحايا في الحادثة، ووصفتها بأنها تتنافى مع المبادئ والقيم الأخلاقية والإنسانية، وتمنت الشفاء العاجل للمصابين.[167]
- الكويت – عزى أمير الكويت الشيخ صباح الأحمد الجابر الصباح الرئيس الفرنسي، وأكد وقوف دولة الكويت مع المجتمع الدولي لمحاربه الإرهاب بكافة أشكاله وصوره.[168]
- لبنان – استنكر رئيس مجلس الوزراء البناني تمام سلام الحادثة ووصفها بالأعمال الوحشية التي لا يقرها عقل ولا يبرره منطق."[169]
- ليبيا – أدانت الحكومة الليبية المؤقتة الحادثة ووصفتها بالعمل الإجرامي، وقالت إن الإرهاب يهدد أمن المنطقة بما فيها ليبيا.[170]
- مصر – وصفت الرئاسة المصرية الحوادث بالإرهابية الغاشمة، وأكدت تضامن مصر مع فرنسا ومساندتها للجهود الدولية المبذولة لمكافحة الإرهاب.[171]
- المغرب – بعث العاهل المغربي الملك محمد السادس بن الحسن تعازيه إلى الرئيس الفرنسي ولشعبه، مؤكداً تضامن المملكة ودعمها في هذه المحنة.[172]
- موريتانيا – أستنكر الرئيس الموريتاني محمد ولد عبد العزيز هذا العمل ووصفه بالإرهابي، وأكد تضامنه مع فرنسا وشعبها.[173]
- اليمن – دانت الحكومة اليمنية بشدة الأحداث، ووصفتها بالأرهابية، وأكدت وقوف الجمهورية اليمنية بجانب فرنسا وشعبها وتأييدها لكافة الاجراءات التي تتخذها للحفاظ على أمنها واستقرارها.[174]

## مساندة الضحايا
ظهرت عدة رسائل على الأنترنت وعبر الهاتف تدعو الناس إلى إشعال الشموع في النوافذ ليلة 14 نوفمبر.

### فعاليات ثقافية
فرقة الروك الأيرلندية يو تو التي كانت حاضرة في باريس أنذاك للقيام بحفلة، قاموا بإلغائها، وذهبوا أمام مسرح باتاكلان لوضع باقة من الزهور على روح الضحايا. 

في إطار جولتها ريبل هارت تاور [الإنجليزية] في ستوكهولم (السويد) في 14 نوفمبر، طلبت المغنية مادونا بالقيام بدقيقة صمت مع الجمهور أثناء حفلاتها، وبعدها قامت بغناء أغنية مثل الصلاة لإهدائها لعائلات الضحايا وأقاربهم. في وقت آخر من الحفلة، قامت بالغناء وحدها وباكية أغنية الحياة الوردية للمغنية إديث بياف. 

فرقة البانك الفرنسية بورييه نوار وضعت على الأنترنت في 14 نوفمبر أغنية إسمها «مت في باريس» (Mourir à Paris) التي كتبت بعد هجمات يناير 2015 في فرنسا، حيثت قررت الفرقة إهدائها للضحايا. 

جوني هاليداي الذي كان في حفلة في زينيت سترازبورغ في 14 نوفمبر أهدى الحفلة لأرواح ضحايا الهجوم وكذلك لعائلاتهم، وبعد ذلك قاموا بوقوف دقيقة صمت. 

أوركسترا وجوقة أوبرا ميتروبوليتان في نيويورك قاموا بعزف النشيد الوطني الفرنسي لامارسييز تحت إدارة بلاثيدو دومينغو، كبداية لعرض توسكا للملحن جاكومو بوتشيني في صباح 14 نوفمبر. لفافة العرض أضيف إليها ورقة مكتوب عليها كلمات النشيد الوطني الفرنسي إضافة إلى كلمات تبين فيها التضامن مع ضحايا باريس.

### تجمعات ووقفات
تم القيام بعدة وقفات عفوية في فرنسا وخارجها في 14 نوفمبر و15 نوفمبر والأيام التي تليها:

#### في فرنسا
14 نوفمبر:

| - أنغليه: 150 شخص. - أراس: 500 شخص. - أفينيون: بين 300 و500 شخص. - بايون: حوالي 000 1 شخص. - بياريتز: 400 شخص. - بولوني سور مير: 200 شخص. - ديفون-ليه-بان: 40 | - دونكيرك: بين 200 و500 شخص. - غرونوبل: 000 5 شخص. - ليل: 000 1 - ليموج: 300 شخص. - مارسيليا: 200 شخص. - مونبلييه: 000 3 شخص. | - متز: 500 شخص. - نانسي: 300 شخص. - نانت: 500 شخص. - نيس: 200 شخص. - نيور: 000 2 شخص. - أورليان: 300 شخص. | - بو: 500 - باريس: التجمعات منعت، ولكن آلاف الأشخاص تجمعوا بصفة دائمة قرب أماكن الحوادث والهجمات، وخاصة ساحة الجمهورية. - بواتييه: بين 500 5 و000 7 شخص. - كامبار: 700 شخص. - سواسون: 000 3 شخص. - فالنسيان: 200 شخص. |

تم تنظيم كذلك عدة وقفات عفوية في أماكن صغيرة أخرى وكذلك في إيل دو فرانس، ولكن هناك وقفات منعت مثل تلك التي في تور وكورسيكا.
15 نوفمبر:
- بريست: 500 2 شخص بطلب من الرابطة الفرنسية لحقوق الإنسان.
- كاين: 800 1 شخص.
- ديجون: 500 شخص.
- دينان: 000 3 شخص.
- روان: تجمع في منتصف النهار في ساحة الكاتدرائية.
- ليل-ديو: 200 شخص.

16 نوفمبر:
- بيزنسون: بين 500 و600 شخص.
- غانغان: 350 شخص.
- بواتييه: 000 2 شخص.
- كونكارنو: 300 شخص.
- شالون: 400 شخص.

17 نوفمبر:
- تولوز: 000 12 شخص.

19 نوفمبر:
- سان دوني: 000 3 شخص.

20 نوفمبر:
- ليبورن: 300 شخص.

21 نوفمبر:
- آكس ليه بان: 400 شخص.

### في الخارج
- برشلونة: بين 500 و000 1 شخص.
- كوبنهاغن: بين 000 15 و000 20 شخص.
- دبلن: 000 6 شخص.
- لندن: عدة آلاف من الأشخاص.
- لييج: عدة آلاف من الأشخاص.
- سينت-يانس-مولينبيك: 000 2 شخص.
- مونتريال: بين 000 5 و000 10 شخص من بينهم العمدة دوني كودار.
- نيويورك: بين 000 2 و000 3 شخص من بينهم العمدة بيل دو بلازيو.

## وصلات خارجية
- موقع الطوارئ (بالفرنسية). وزارة الداخلية الفرنسية
- تحديثات مباشرة على بي بي سي عربي.